# صنعاء
صنعَاء هي العاصمة السياسية (رسمياً) لليمن وعاصمة إقليم أزال وواحدة من أقدم المدن المأهولة باستمرار ولها تاريخ من القرن الخامس قبل الميلاد على الأقل. تقع في وسط البلاد في منطقة جبلية عالية على جبال السروات، ترتفع عن سطح البحر 2300 متر. وقديماً كانت المدينة لا تحتل سوى مساحة صغيرة من قاع صنعاء الفسيح الذي يمتد من جبل نُقم شرقاً وجبل عيبان غرباً، ولكنها تزايدت في العهود الإسلامية واتسعت دائرة سورها. وفي القرون الأخيرة استحدثت في غربها بير العزب تلاصقها وتفوقها مساحةً، وكان للوجود العثماني اليد الطولى في إنشائها، وفي غربي بير العزب أقيم في القاع في القرن السابع عشر حي يهود صنعاء. ومنذ قيام ثورة 26 سبتمبر 1962 بدأت صنعاء تشهد تغييرات هائلة وامتدت صنعاء القديمة و (بير العزب) خارج أسوارها وتكثف زحفها العمراني في جميع الاتجاهات. يطلق عليها أمانة العاصمة في الأوساط الرسمية، وهي المركز الإداري لمحافظة صنعاء، ويبلغ عدد سكانها قرابة 2,957,000 نسمة بحسب إسقاطات عام 2015،  تقسم أمانة العاصمة إدارياً إلى 10 مديريات، تكتسب أهميتها باعتبارها العاصمة السياسية والتاريخية للجمهورية اليمنية، حيث تتركز فيها الوزارات والمؤسسات والمصالح الحكومية، فضلاً عن النشاط التجاري والصناعي الواسع، تمتاز مدينة صنعاء بطابع معماري فريد مما أهلها لتكون من ضمن المدن التاريخية العالمية، وهي واحدة من مدن العالم الأكثر جمالاً  ويتميز مناخ العاصمة بالاعتدال في فصل الشتاء وفي فصل الصيف. صنعاء القديمة من مواقع التراث العالمي لليونسكو ولها طابع مميز بسبب الخصائص المعمارية الفريدة، وعلى الأخص المباني متعددة الطوابق المزينة بأشكال هندسية.
وفي فبراير 2015 أغلقت سفارات الولايات المتحدة والمملكة المتحدة وألمانيا وفرنسا وإيطاليا وتركيا وهولندا واليابان وسفارات دول مجلس التعاون الخليجي ودول أخرى سفاراتها في صنعاء بسبب تدهور الوضع الأمني، بعد سيطرة الحوثيين على صنعاء،  وأعادت السعودية والإمارات والكويت والبحرين وقطر فتح سفاراتها في مدينة عدن التي باشر فيها الرئيس عبد ربه منصور هادي أعماله بعد خروجه من صنعاء. وأعلنها عاصمة مؤقتة لليمن في 7 مارس 2015،  بدلا من صنعاء التي وصفها بالمحتلة من الحوثيين.

## التسمية
وفقاً لبعض الأساطير، سميت صنعاء باسم مدينة سام نسبةً إلى سام بن نوح، كما تعرف باسم مدينة أزال نسبة إلى أزال بن يقطن حفيد سام بن نوح وفقا لأسطورة أخرى.
ولكن صنعاء مدينة سبئية في الحقيقة وأول نص بخط المسند يشير إليها يعود للقرن الخامس قبل الميلاد، وجاء ذكرها وفق السبئيين بصيغة «صنعو» وهي مشتقة من كلمة «مصنعة» باللغة السبئية والتي تعني الحصن.
قال أبو العباس القلقشندي: «مدينة عظيمة تشبه مدينة دمشق في كثرة مياهها وأشجارها، وهواؤها معتدل وكانت في الزمن المتقدم تسمى أزال وهي بيد إمام الزيدية داخلة تحت طاعته هي وما حولها. وقد استحدث عليها حصن تعز فصار منزل لبني رسول ملوك اليمن الآن.»، وقال ابن رستة: «هي مدينة اليمن وليس باليمن لا تهامة ولا بالحجاز مدينة أعظم منها ولا أكثر عملا وخيرا وأشرف أصلا ولا أطيب طعاما منها.»
وقال عمارة بن أبي الحسن الحكمي:« ليس بجميع اليمن أكبر ولا أكثر مرافق وأهلاً من صنعاء، وهو بلد في خط الاستواء، وهي من الاعتدال من الهواء بحيث لا يتحول الإنسان من مكان طول عمره صيفاً ولا شتاءً، وتتقارب بها ساعات الشتاء والصيف، وبها بناء عظيم قد خرب، وهو تل عظيم عال وقد عرف بغمدان.»
وقال أبو محمد الهمداني: «وهي أم اليمن وقطبها لأنها في الوسط منها ما بينها وبين عدن كما بينها وبين حد اليمن من أرض نجد والحجاز، وكان اسمها في الجاهلية أزال ويسميها أهل الشام القصبة، وتقول العرب: لابد من صنعاء، ولو طال السفر.»

## التاريخ

### قديماً

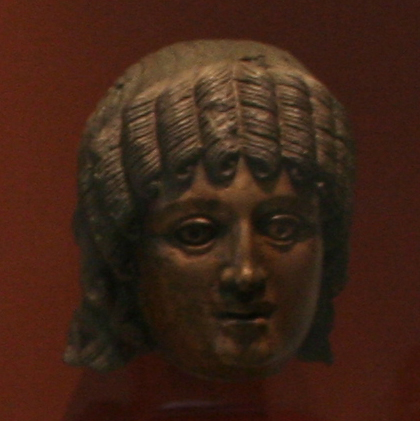
رأس امرأة مصنوع من البرونز اكتُشف في صنعاء داخل أحد القبور السبئية

يُعتقد أن صنعاء كانت عاصمة اليمن ومركزها منذ القرن الرابع ق.م، وهي واحدة من المدن القديمة المأهولة باستمرار، وتقع المدينة ضمن ما يُشار إليه في النصوص السبئية القديمة بـ«أرضم همدن» (أرض همدان)، وأول ذكر لها بهذه الصيغة (صنعو) يعود للقرن الخامس ق.م في نص دونه زعيم قبيلة بكيل في ذلك الوقت، فصنعاء كانت في بدايتها حصناً يقع ضمن أرض همدان أو «أرضم همدن» في النصوص السبئية، وترجمتها «أرض الهمد» وتعني الأرض الجافة التي لا نبات فيها، فهمدان اسم لمنطقة جغرافية قبل أن يصبح اسماً لقبيلة في عصور لاحقة.
مع انتقال العرش السبئي إلى أبناء همدان في القرن الرابع ق.م، ازدادت أهمية المنطقة سياسياً وأصبح زعماء حاشد وبكيل يلقبون أنفسهم بلقب «أملك سبأ» (ملوك سبأ) إلى جانب الملك الأوحد للبلاد والذي كان ينتمي إليهم بدوره المدعو وهبئيل يحز، فقد كانوا يعتبرون أنفسهم مشاركين في الحكم ولم يكن الملوك أنفسهم يجدون حرجاً في ذلك. ومع أن بعض علماء الآثار أرجعوا بداية اعتبار صنعاء عاصمة للقرن الرابع ق.م، إلا أن ذلك قد لا يكون دقيقاً فهناك اعتقاد أنها اكتسبت أهميتها في المملكة السبئية إثر بناء قصر غمدان خلال أيام الملك إيلي شرح يحضب وذلك في النصف الثاني من القرن الأول ق.م، فقد أكثر زعيم بكيل من ذكرها في الشواهد التي دونها بخط المسند فما ينتهي من حملة خلال عهده الذي كان مليئاً بالاضطرابات حتى يعود ويتحصن في صنعاء.
انتصر المتمردون الحِميَريُّون على سبأ وجاء ذكرها في نص أمر بتدوينه الملك ذمار علي يهبر أحد ملوك مملكة حمير في القرن الأول بعد الميلاد عقب سيطرة الحِميَريِّين على صنعاء، ولكن الحِميَريِّين اعتبروا مدينتهم ظفار يريم في محافظة إب حالياً، عاصمةً للبلاد. ولكن الحرب الأهلية بين همدان وحِميَر لم تنته إذ طردت حاشد الحِميَريِّين من مأرب وصنعاء واستمروا بالحكم حتى النصف الأول من القرن الثالث بعد الميلاد، وادَّعى الهمدانيون أن إلههم الأكبر تألب ريام ترك لهم كتابة آمراً إياهم بنقل موسم الحج السبئي الأكبر من مأرب إلى صنعاء.
قلت أهمية صنعاء مع عودة الحِميَّريين بقيادة شمر يهرعش الذي اعتبر مأرب عاصمةً لدولته ثم ظفار يريم فقد كانت كل الكتابات اليونانية والبيزنطية تشير إلى مأرب أو ظفار يريم ولكن عدداً من التصدعات أصاب سد مأرب (يرجح جون فيلبي في كتابه «خلفية الإسلام» أنه نتاج كارثة طبيعية ) خلال حياة الملك شرحبيل يعفر في القرن الخامس الميلادي دفع الحِميَريِّين لنقل الكثير من السكان إلى صنعاء بغية تخفيف الضغط السكاني في مأرب، ويعتقد أنه تم إعادة اعتبارها عاصمةً للبلاد من جديد خلال تلك الفترة في القرن الرابع الميلادي، كانت هناك كنيسة واحدة على الأقل في صنعاء 

### العصر الإسلامي

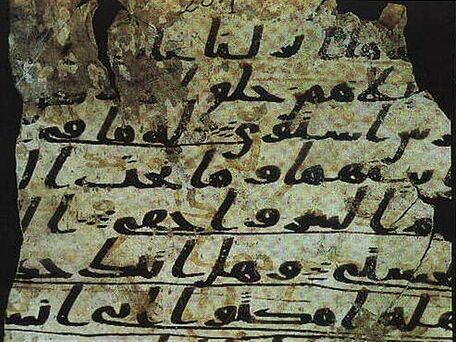
مخطوطات صنعاء أقدم النسخ القرآنية الموجودة عُثر عليها في الجامع الكبير بصنعاء والذي بُني بأمر من النبي محمد

اعتنق اليمنيون الإسلام في القرن السابع الميلادي بعد أن أرسل النبي محمد علياً بن أبي طالب إلى صنعاء فأسلمت قبيلة همدان كلها في يوم واحد، وسجد النبي لإسلامهم قائلا:«السلام على همدان، السلام على همدان»، وبُني الجامع الكبير بصنعاء على أحد البساتين على مقربة من قصر غمدان السبئي القديم الذي كان مقراً لزعماء قبيلة همدان.
في عهد الخلافة الراشدة اعتبرت صنعاء مقرَّ الوالي المسؤول واستمرت كذلك إلى قيام الدولة الأموية التي شهدت عدداً من الاضطرابات وكذا الحال مع العباسيين حتى أواخر القرن التاسع الميلادي الذي شهد اضطرابات قبلية للسيطرة على المدينة، واستتبَّ السلطان للأئمة الزيدية القادمين من صعدة، أحد مراكز المدرسة الزيدية قديماً وحديثاً.
وفي القرن الحادي عشر للميلاد، فقدت صنعاء أهميتها لانتقال العاصمة إلى مدن أخرى واستمرت صنعاء على وضعها ذاك أيام الدولة الرسولية التي اتخذت من تعز عاصمةً لها، إلا أنها استعادت مكانتها مركزاً لليمن في عهد الدولة الطاهرية، ولكن الطاهريين القادمين من رداع لم يستمروا طويلاً، وقضى الأئمة الزيدية ومن تبعهم من القبائل اليمنية عليهم في القرن السادس عشر للميلاد، واستمرت المناوشات بين الأئمة والدولة العثمانية التي كان حكمها صورياً على المدينة. وقد دخلت الدولة العثمانية لليمن في سنة 1538م، عندما كان سليمان القانوني هو السلطان فيها، وتحت القيادة العسكرية للباشا أوزدمير غزا العثمانيون صنعاء في سنة 1547م.

### العصر الحديث

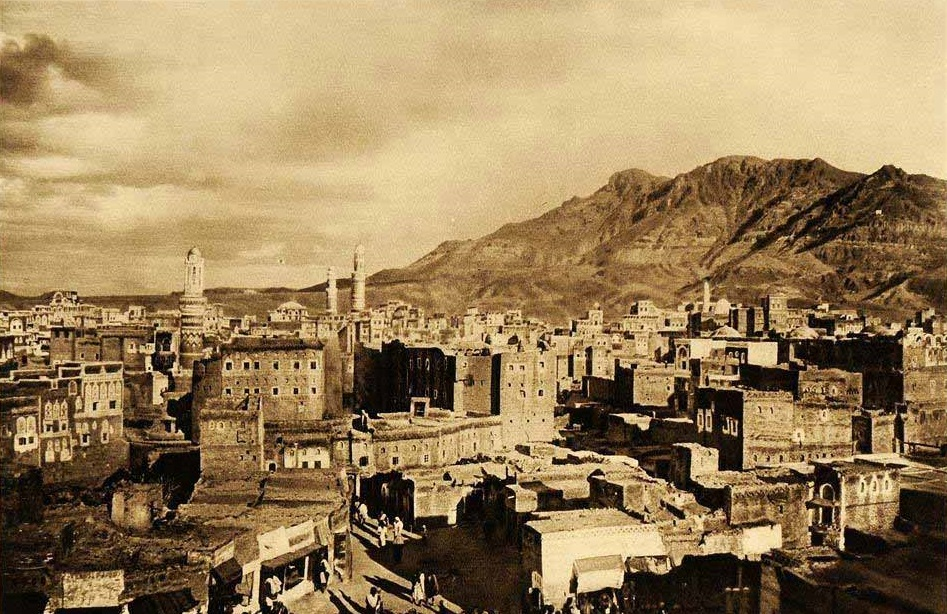
صنعاء عام 1926

جنود مؤيدون للجمهوريين شاركوا في معارك نقيل يسلح أثناء حصار صنعاء.

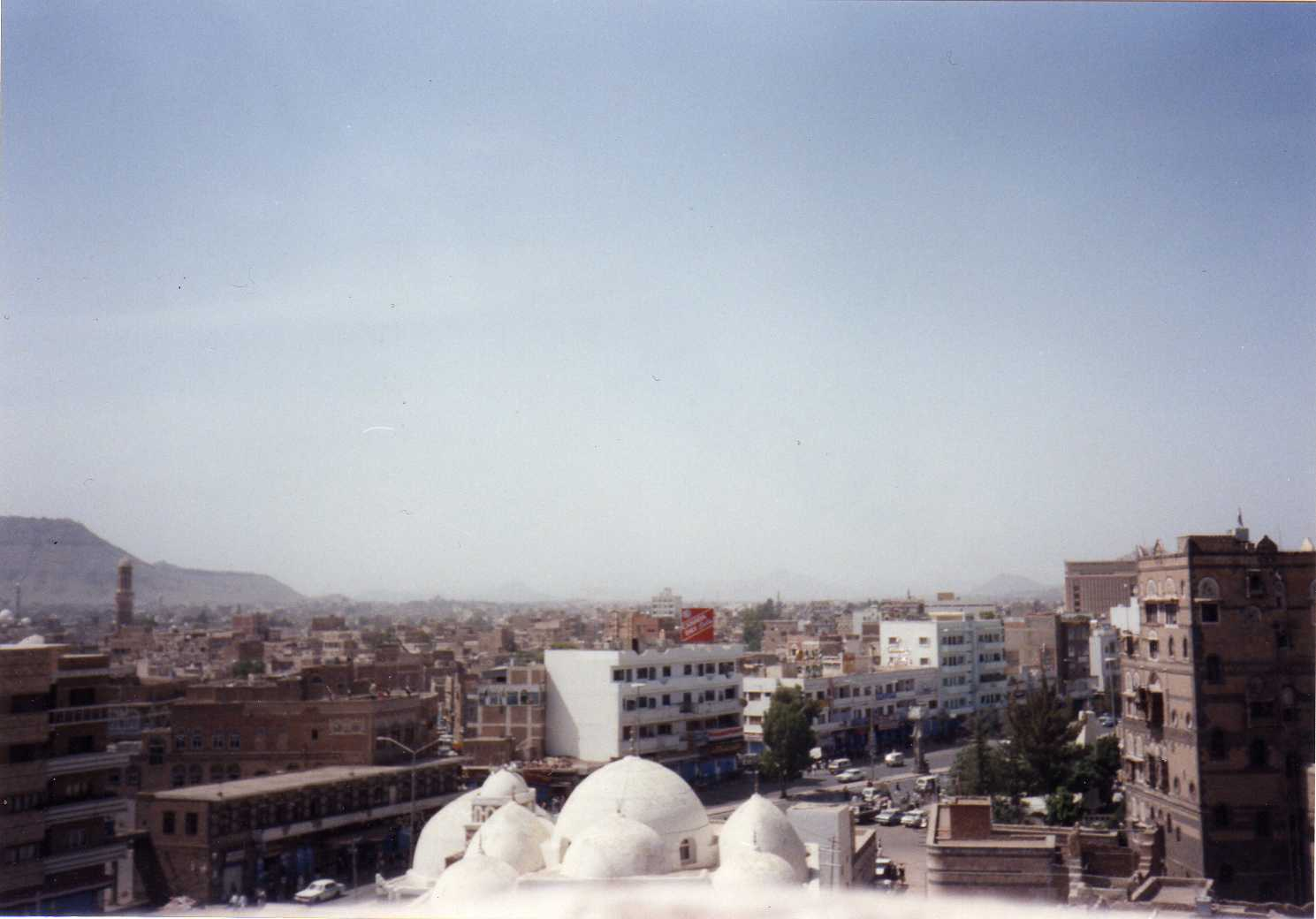
صورة قديمة في صنعاء من جوار جامع البكيرية بتاريخ 1992

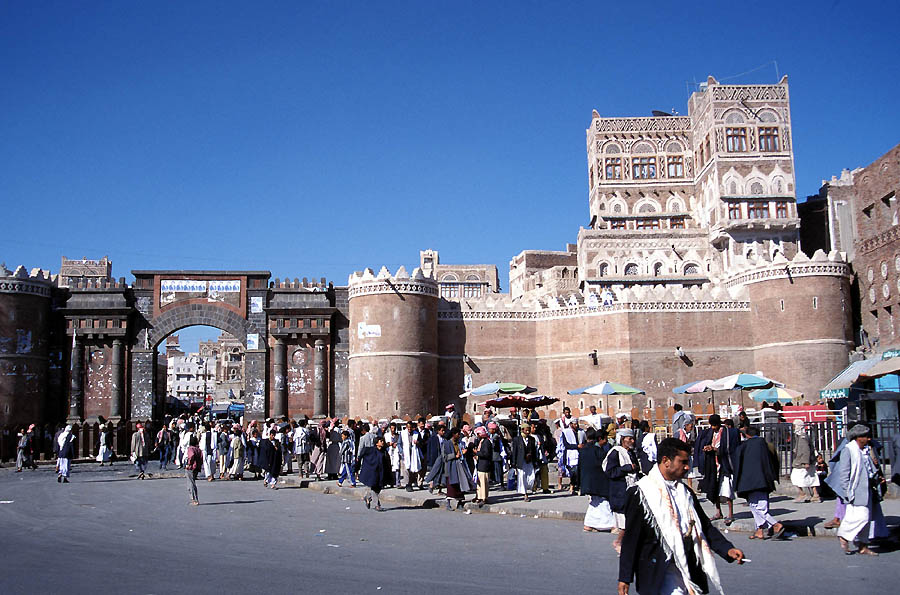
باب اليمن، عمره 1000 سنة

خريطة صنعاء رفعت للوالي العثماني مصطفى عاصم باشا ونقلت طبق الأصل بوزارة الاشغال العامة في الجمهورية العربية اليمنية في 15 مايو 1968

حافظ الأئمة الزيديون حكمهم على صنعاء حتى بدأ العثمانيون حملتهم للسيطرة على المنطقة في منتصف القرن التاسع عشر. وصلت القوات العثمانية على الساحل اليمني في عام 1835 تحت ستار محمد علي باشا من قوات مصر، لكنها لم تتمكن من السيطرة على صنعاء حتى 1872 عندما قامت قواتهم بدخول المدينة بقيادة أحمد مختار باشا. وضعت الدولة العثمانية الإصلاحات والتنظيمات في جميع أنحاء الأراضي التي تحكمها.
اغتيل الإمام يحيى حميد الدين في منطقة حزيز جنوبي صنعاء في 1948، أثناء محاولة انقلاب وإنشاء دستور مدني للبلاد عرفت بثورة الدستور، أزيح ال حميد الدين من الحكم وتولى عبد الله الوزير السلطة كإمام دستوري، لكن الانقلاب فشل بعد أن قام الإمام أحمد حميد الدين بثورة مضادة مؤيدة بأنصاره من القبائل استطاع خلالها إجهاض الثورة وإعدام الثوار.
وفي العصر الحديث بقيت صنعاء تحافظ على إيقاع مريح في التزاوج بين نسيجها المعماري في حالته الأصيلة ومتطلبات الحياة العصرية، وظلت إلى قيام ثورة 26 سبتمبر وهي عاصمة تشمل الأحياء الثلاثة القديمة وبير العزب وقاع اليهود (حي القاع حاليا) وكانت الأحياء الثلاثة محاطة بسور طوله نحو خمسة ميل (8 كيلومتر) فيه أبواب صنعاء القديمة الأربعة ثم الخمسة الأبواب الأخرى (باب خزيمة، باب البلقة، باب القاع، باب الشقاديف، باب الروم)
قامت ثورة 26 سبتمبر 1962 بإسقاط المملكة المتوكلية وتدخل فيها الجيش المصري لصالح الثوار. وقفت السعودية والأردن وبريطانيا إلى جانب الإمام البدر في ثورته المضادة. أعلن قيام الجمهورية الثورية في 26 سبتمبر 1962 بعد يوم واحد من الاقتتال مع القوات الملكية ومحاصرة قصر الإمام البدر الذي تمت إذاعة خبر وفاته رغم أنه كان لا يزال حيا. شكّل انسحاب الجيش المصري بعد النكسة عام 1967 ضربة للجمهوريين، ففي 28 نوفمبر 1967 ضرب الملكيون حصار خانق على صنعاء سمي بحصار السبعين كان آخر آمالهم في استعادة حكم الإمامة، استمر لسبعين يوماً ورغم تفوق الملكيين والإمدادات التي لا تنقطع، نجحت القوات الجمهورية في فك الحصار في 7 فبراير 1968 وبعد ذلك اعترفت السعودية الداعم الرئيسي للملكيين بالجمهورية اليمنية عام 1970.
أدت ثورة 26 سبتمبر إلى خروج اليمن من العصور الوسطى إلى العصر الحديث، ولكن من جهة أخرى صاحب ذلك إصابة المدينة بأضرار بالغة، فتهدم سورها ولم يبق من أبوابها إلا باب اليمن وهجر دورها كثير من السكان. وتسببت مشروعات إدخال الوسائل الحديثة كشبكات الكهرباء والمياه والصرف الصحي بالإضافة إلى حركة مرور السيارات في مضاعفة الأضرار، ولم يخطط نموها في إطار محيطها الحضري العام بشكل سليم، مما أدى إلى نمو عشوائي أضر بشكلها وبمبانيها التراثية. بدأ تدارك الأمر حين اتخذ المؤتمر العام لليونيسكو الذي انعقد في بلغراد عام 1980م قرارا يقضي بالشروع بحملة دولية لصون المدينة.
كانت صنعاء حتى العام 1990 عاصمة الجمهورية العربية اليمنية (اليمن الشمالي) إلى تم إعلان قيام الوحدة بين شطري اليمن في 22 مايو 1990  وقيام الجمهورية اليمنية واتخاذ صنعاء عاصمة للدولة الجديدة. فيها يقع القصر الرئاسي ودار الرئاسة والبرلمان والمحكمة العليا والوزارات الحكومية في البلاد.
تم اختيار صنعاء في 2004 عاصمة الثقافة العربية من قبل جامعة الدول العربية. في ذروة ثورة الشباب اليمنية 2011 كانت ساحة التغيير في صنعاء إحدى أهم الساحات الثورية في اليمن، وشهدت صنعاء العديد من الاشتباكات والمعارك بين المؤيدين للثورة والمعارضين لها من الجيش والقبائل والمدنيين وكانت أشهرها جمعة الكرامة  ومجزرة جولة كنتاكي  ومسيرة ملعب الثورة بصنعاء. وحرب الحصبة.

## التركيبة السكانية

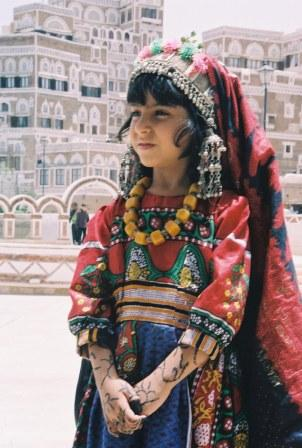
طفلة صنعانية بزي قديم

بلغ عدد سكان اليمن 26,687,000 نسمة بحسب الإسقاط السكاني لعام 2015،  ووفقاً لنتائج التعداد السكاني لعام 2004 م كان تعداد صنعاء 1,747,834 نسمة، وهو يشكل ما نسبته 8.9% من إجمالي سكان اليمن. ينمو عدد السكان بمعدل 5.55% سنوياً.
| العام | السكان    | العام | السكان              | العام | السكان            | العام | السكان                      |
| ----- | --------- | ----- | ------------------- | ----- | ----------------- | ----- | --------------------------- |
| 1911  | 18,000    | 1921  | 25,000              | 1931  | 25,000            | 1940  | 80,000                      |
| 1963  | 100,000   | 1965  | 110,000             | 1975  | 134,600           | 1981  | 280,000                     |
| 1986  | 427,505   | 1994  | 954,448             | 2001  | 1,590,624         | 2004  | 1,747,834 (التعداد السكاني) |
| 2005  | 1,937,451 | 2009  | 2,022,867 (تقديرات) | 2015  | 2,957,000 (إسقاط) |       |                             |

ارتفع النمو السكاني ابتداء منذ 1960 نتيجة الهجرة الجماعية من الريف إلى المدينة للبحث عن فرص العمل وتحسين مستوى المعيشة. صنعاء هي العاصمة الأسرع نموا في العالم مع معدل نمو 7%، في حين أن معدل النمو الوطن برمته هو 3.2٪. حوالي 10٪ من السكان في صنعاء القديمة، والباقي يعيشون خارجها.

### التطور الديموغرافي
نمو وتطور عدد سكان صنعاء مع الزمن

### سكان المديريات

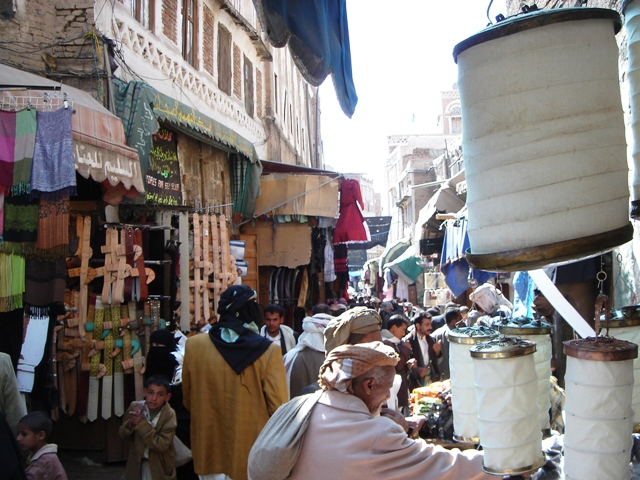
مشهد السوق في صنعاء

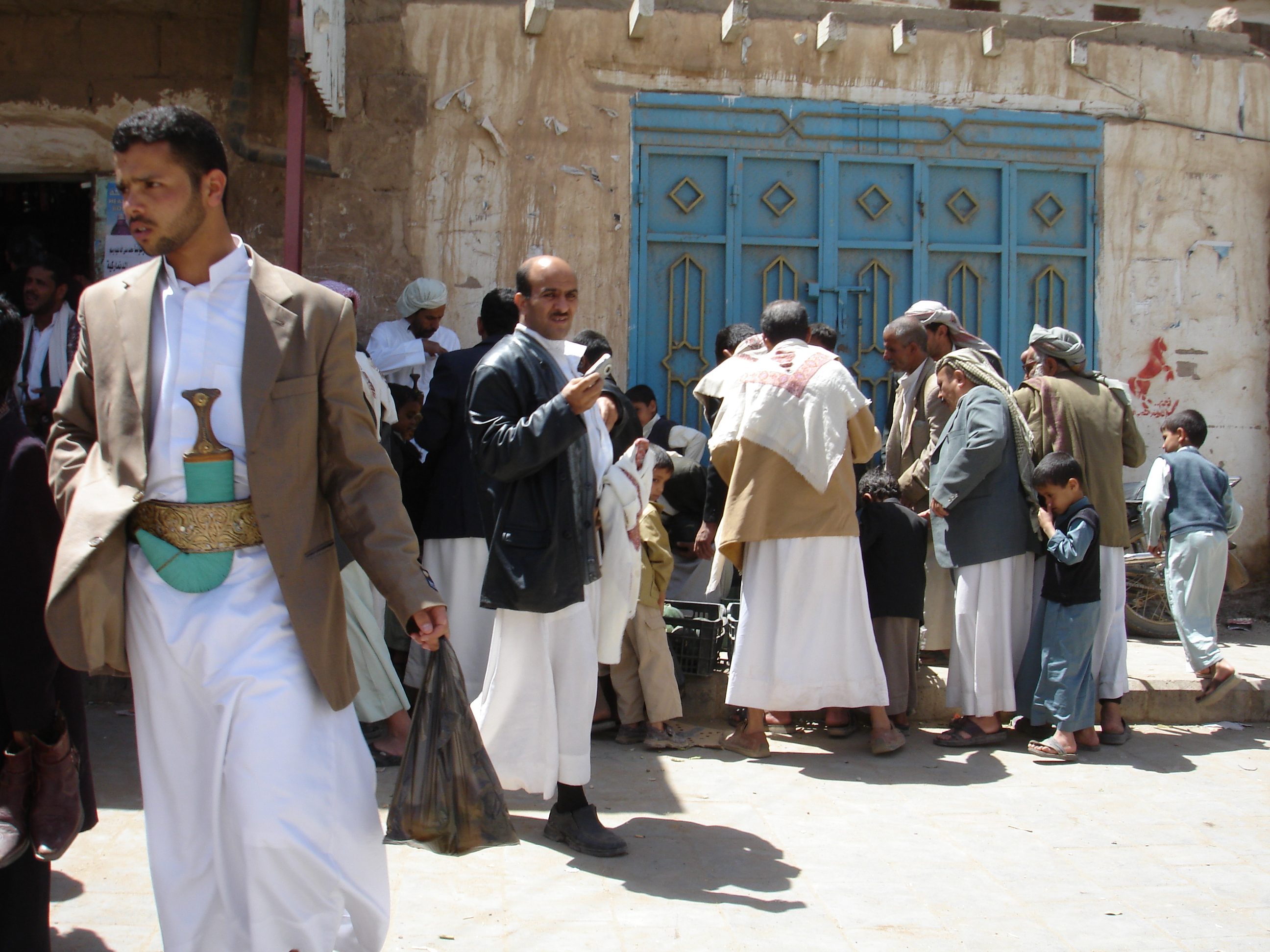
مواطنون في صنعاء

يتوزع السكان والمساكن والأسر على مستوى المديريات على النحو التالي:
| م                                                                                                   | المديرية                       | عدد المساكن | عدد الأسر | الذكور | الإناث | إجمالي السكان |
| --------------------------------------------------------------------------------------------------- | ------------------------------ | ----------- | --------- | ------ | ------ | ------------- |
| 1                                                                                                   | صنعاء القديمة                  | 9725        | 9767      | 34295  | 28990  | 63398         |
| 2                                                                                                   | شعوب                           | 33036       | 30293     | 115603 | 97971  | 213939        |
| 3                                                                                                   | أزال                           | 16396       | 16096     | 61174  | 53864  | 115054        |
| 4                                                                                                   | الصافية                        | 16206       | 15755     | 63221  | 45541  | 109109        |
| 5                                                                                                   | السبعين                        | 46876       | 44730     | 172284 | 137704 | 311203        |
| 6                                                                                                   | الوحدة                         | 16405       | 15933     | 54697  | 43724  | 99596         |
| 7                                                                                                   | التحرير                        | 11169       | 10893     | 38435  | 28007  | 66898         |
| 8                                                                                                   | معين                           | 42983       | 40381     | 149086 | 115957 | 265469        |
| 9                                                                                                   | الثورة                         | 26426       | 25200     | 93986  | 75862  | 170145        |
| 10                                                                                                  | بني الحارث                     | 25743       | 24345     | 96935  | 87559  | 184509        |
| *                                                                                                   | ضواحي الأمانة همدان            | 4338        | 4041      | 13742  | 12517  | 26259         |
| *                                                                                                   | ضواحي الأمانة سنحان وبني بهلول | 17816       | 16884     | 64036  | 55084  | 119120        |
| * مديريتي همدان وسنحان وبني بهلول تابعتان لمحافظة صنعاء وأدرج جزء من سكانها ضمن سكان أمانة العاصمة. |                                |             |           |        |        |               |

### التوزيع الحضري

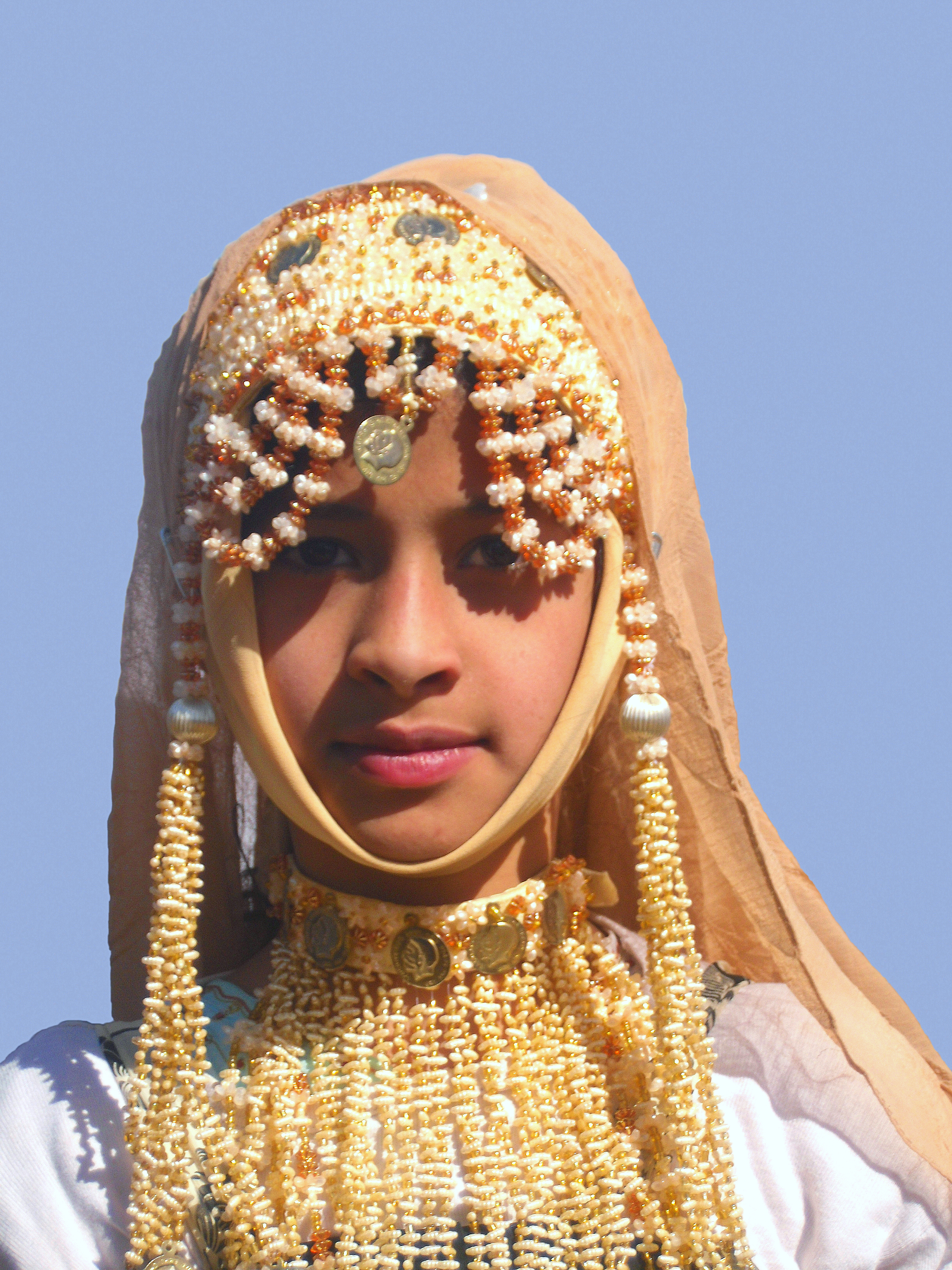
طفلة من صنعاء بالزي التقليدي اليمني

شهدت كل محافظات اليمن تحولات هامة في نسبة سكان الريف والحضر، بين تعداد اليمن 1994 وتعداد 2004 وتمثل هذا التحول في نمو سكان الحضر، حيث تشير نتائج تعداد 1994م أن نسبة سكان الحضر كانت (23,5%) بينما ارتفعت هذه النسبة لتصل عام 2004م إلى حوالي (28,64%)، مما يؤكد أن النمط الريفي هو السائد في الجمهورية اليمنية. وقد شهدت اليمن نمواً في سكان الحضر في المدن الرئيسة بشكل أكبر من المدن الأخرى ويتضح ذلك من خلال نمو السكان في العاصمة صنعاء ومدينة عدن والحديدة حيث يمثل الحضر في العاصمة صنعاء 97,7% بينما يمثل الريف 3.3% وتصل النسبة إلى 100% في عدن إلا أن التحضر في المدن الرئيسية في اليمن وخاصة العاصمة صنعاء تحضر زائف حيث ينتقل السكان من الريف إلى المدينة مع احتفاظهم بعاداتهم وتقاليدهم دون تغيير ومنها العادات السيئة كما أن الهجرة لا تغير من مستوى معيشة الفرد لتصبح الهجرة مجرد تغيير مكان الإقامة.
ونمو نسبة الحضر ناتج عن هجرة من الريف إلى المدينة وخاصة إلى العاصمة صنعاء الذي يمثل 64% من سكانها من غير المواليد فيها حيث أن نسبة الزيادة في سكان صنعاء من بعد حرب صيف 1994م وحتى عام 2009م بلغت أكثر من 100% كما بلغت الزيادة بين عامي (1990-2004م) نسبة 169%.

### التمدد العمراني
تتحكم عدة عوامل بعملية التمدد العمراني من أهمها العامل الاقتصادي، وتتمدد صنعاء في الاتجاه الشمالي والجنوبي بشكل كبير بينما الشرق والغرب بشكل محدود بسبب جبل نقم وجبل عيبان، حيث أن ذوي الدخل المحدود يسكنون الأراضي في المناطق البعيدة من قلب صنعاء (شملان - قرب المطار) بسبب رخص الأراضي وتكلفة ايجار المنازل السنوية أما ذوي الدخل المرتفع كالتجار والمسؤولين يسكنون غالباً في مناطق جنوب المدينة مثل (حدة - الأصبحي).

## الجغرافيا والمناخ

### الموقع

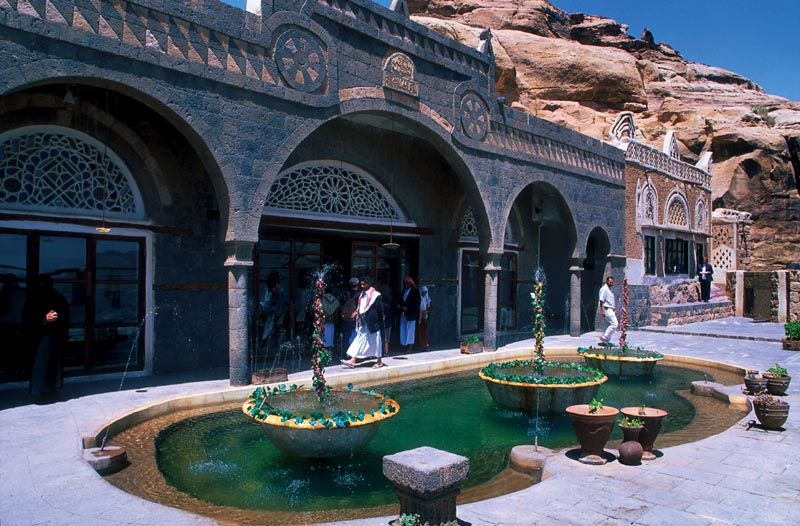
الشاذروان في دار الحجر، صنعاء.

تقع أمانة العاصمة على خط 21-15 شمال خط الاستواء وخط طول 12-44 شرق جرينتش  وعلى ارتفاع 2,150 متر عن مستوى سطح البحر في وسط قاع سهل يمتد من جبل نقم شرقاً حتى جبل عيبان غرباً، ومن نقيل يسلح جنوباً حتى منطقة شبام الفراس شمالاً، وتحيط بها محافظة صنعاء من جميع الجهات. لصنعاء منفذ جوي يتمثل في مطار صنعاء الدولي، لها طرق برية من الشمال يربطها بعمران وصعدة وحجة ومن الشرق طرق برية تربطها بمأرب وحضرموت، ومن الغرب طرق برية تربطها بالحديدة الساحلية، ومن الجنوب طريق يربطها بذمار ويتجه نحو تعز والمحافظات الجنوبية عدن وأبين.

### التضاريس

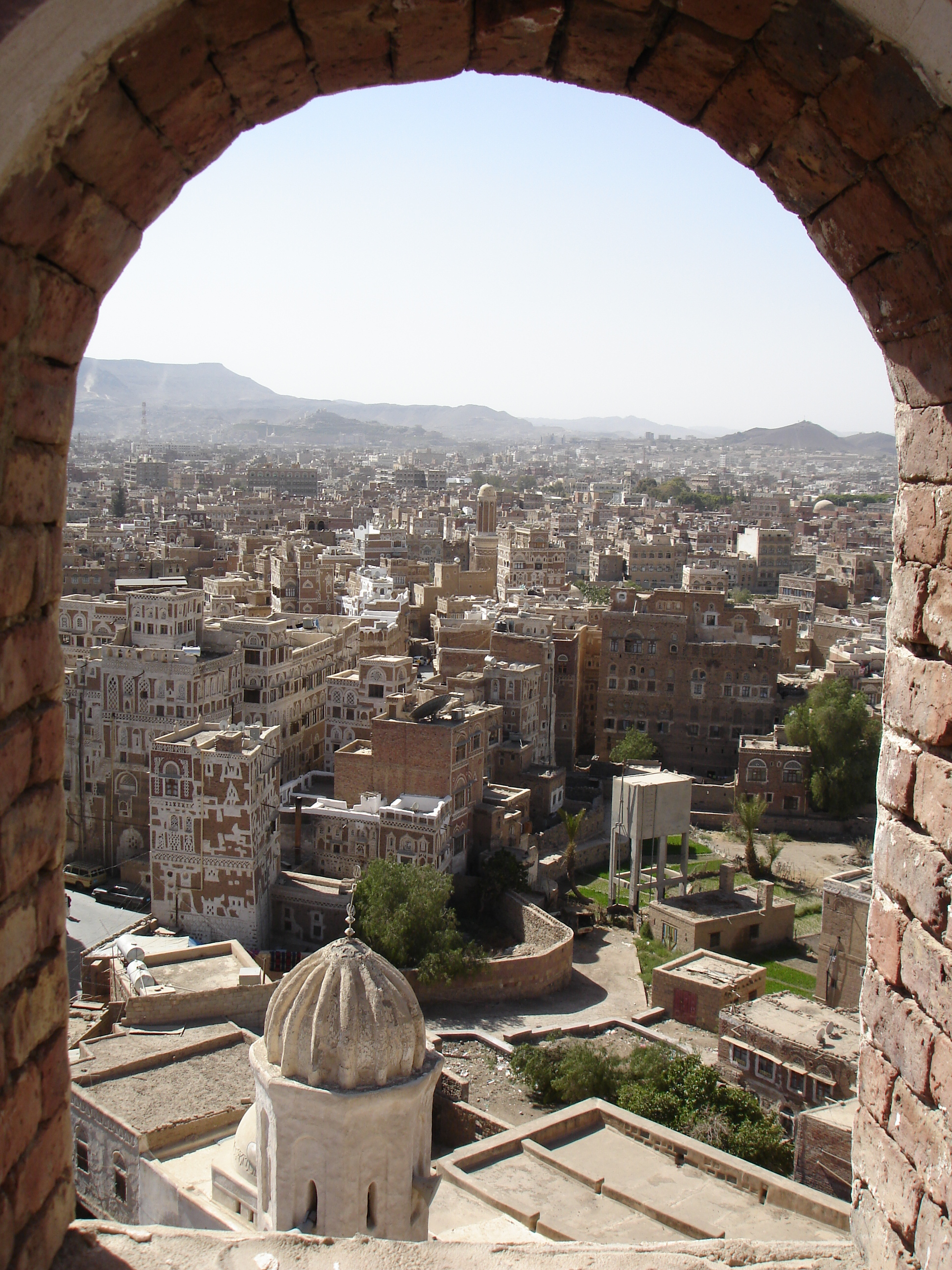
منظر لصنعاء القديمة

- السهول: تقع أمانة العاصمة على منخفض واسع ومستوي ذي طابع سهلي يمتد بشكل طولي من الجنوب إلى الشمال ويتميز هذا السهل باتساعه في الجزئين الجنوبي والشمالي في حين تضيق مساحته نسبياً في الجزء الأوسط، كما ينحدر تدريجياً باتجاه الشمال. وتتميز معظم القشرة العلوية للسطح بأنها عبارة عن طبقة طينية سميكة وخصبة، إلى جانب ما يتميز به هذا السطح من وفرة المياه خصوصاً الجوفية منها.[70]
- الأودية: تنحدر العديد من المجاري المائية من على سطح الأمانة حيث تصرف مياه الأمطار المنحدرة من المديريات المجاورة لأمانة العاصمة من الجهة الجنوبية بالإضافة إلى المياه المنحدرة من المرتفعات المحيطة بها من الغرب والجنوب والشرق وجميع هذه المجاري المائية تتجمع وتصب في السائلة الكبرى التي تتوسط العاصمة وتنحدر شمالاً وتروي مساحات واسعة من الأراضي في الأجزاء الشمالية خصوصاً الواقعة منها في إطار مديرية بني الحارث، وجزء من تلك المياه تصب في وادي الخادر وتجدر الإشارة إلى أن هذه السائلة كانت مائية إلى وقت قريب وتجري فيها المياه بكميات على مدار السنة وكانت من ضمن استخدامات هذه المياه تشغيل وإدارة مطاحن الحبوب الحجرية التي كانت تستخدم في صنعاء القديمة والتي لا تزال بعضها موجود حتى اليوم.
- السلاسل الجبلية: تحيط بأمانة العاصمة سلسلة جبلية من الجهات الثلاث الشرقية والجنوبية والغربية أشهرها جبل نقم، جبال عيبان[71] في الجنوب، جبل عصر من الجهة الغربية.[72]

### المناخ
معتدل في الصيف وبارد في الشتاء، ومعدل درجة الحرارة في فصل الصيف ليلاً حوالي 12 درجة مئوية، هذا في وقت قد ترتفع درجة حرارة النهار إلى أكثر من 30 درجة مئوية ، أمَّا في الشتاء فمعدل درجة حرارة النهار حوالي 22 درجة مئوية، في حين يكون معدل درجة الحرارة الدنيا حوالي (درجتين مئويتين) وقد تهبط أحياناً إلى 6 درجات مئوية تحت الصفر.
| البيانات المناخية لـصنعاء (2250 m) | البيانات المناخية لـصنعاء (2250 m) | البيانات المناخية لـصنعاء (2250 m) | البيانات المناخية لـصنعاء (2250 m) | البيانات المناخية لـصنعاء (2250 m) | البيانات المناخية لـصنعاء (2250 m) | البيانات المناخية لـصنعاء (2250 m) | البيانات المناخية لـصنعاء (2250 m) | البيانات المناخية لـصنعاء (2250 m) | البيانات المناخية لـصنعاء (2250 m) | البيانات المناخية لـصنعاء (2250 m) | البيانات المناخية لـصنعاء (2250 m) | البيانات المناخية لـصنعاء (2250 m) | البيانات المناخية لـصنعاء (2250 m) |
| الشهر                              | يناير                              | فبراير                             | مارس                               | أبريل                              | مايو                               | يونيو                              | يوليو                              | أغسطس                              | سبتمبر                             | أكتوبر                             | نوفمبر                             | ديسمبر                             | المعدل السنوي                      |
| ---------------------------------- | ---------------------------------- | ---------------------------------- | ---------------------------------- | ---------------------------------- | ---------------------------------- | ---------------------------------- | ---------------------------------- | ---------------------------------- | ---------------------------------- | ---------------------------------- | ---------------------------------- | ---------------------------------- | ---------------------------------- |
| متوسط درجة الحرارة الكبرى °م (°ف)  | 19.8 (67.6)                        | 20.2 (68.4)                        | 22.8 (73.0)                        | 25.5 (77.9)                        | 26.0 (78.8)                        | 27.1 (80.8)                        | 27.7 (81.9)                        | 25.9 (78.6)                        | 23.7 (74.7)                        | 22.0 (71.6)                        | 20.7 (69.3)                        | 19.7 (67.5)                        | 23.4 (74.2)                        |
| متوسط درجة الحرارة الصغرى °م (°ف)  | 6.9 (44.4)                         | 8.0 (46.4)                         | 9.7 (49.5)                         | 11.5 (52.7)                        | 13.6 (56.5)                        | 15.8 (60.4)                        | 16.7 (62.1)                        | 16.3 (61.3)                        | 12.4 (54.3)                        | 9.1 (48.4)                         | 6.8 (44.2)                         | 6.2 (43.2)                         | 11.1 (52.0)                        |
| الهطول مم (إنش)                    | 0.0 (0.0)                          | 2.0 (0.08)                         | 9.9 (0.39)                         | 14.7 (0.58)                        | 4.7 (0.19)                         | 17.8 (0.70)                        | 49.9 (1.96)                        | 63.6 (2.50)                        | 24.0 (0.94)                        | 7.5 (0.30)                         | 4.4 (0.17)                         | 0.0 (0.0)                          | 198.5 (7.81)                       |
| المصدر: National Weather Service   |                                    |                                    |                                    |                                    |                                    |                                    |                                    |                                    |                                    |                                    |                                    |                                    |                                    |

### الأمطار والرطوبة
تعد مدينة صنعاء من المناطق غزيرة المطر بعد مدينتي إب وتعز، تسقط الأمطار الصيفية بكميات متوسطة، كما تسقط فيها الأمطار الشتوية ولكن بكميات بسيطة ونادرة؛ إذ حيث تبلغ كميات الأمطار المتساقطة خلال السنة 170.0 بالمليمتر حسب محطات الرصد الرئيسية لعام 2004 م. تتمتع المدينة بموسمين للأمطار: الأول: في شهر أبريل، مايو وهو قصير نسبياً. والثاني: في الأشهر يوليو، أغسطس، سبتمبر وهو الأكثر طولاً. يصل معدل نسبة الرطوبة السنوي إلى 41.8% كونها بعيدة عن المسطحات المائية مقارنة مع مدينة تعز 55.9%، وترتفع الرطوبة النسبية عموماً في أعقاب المواسم الممطرة.

## الاقتصاد والنقل

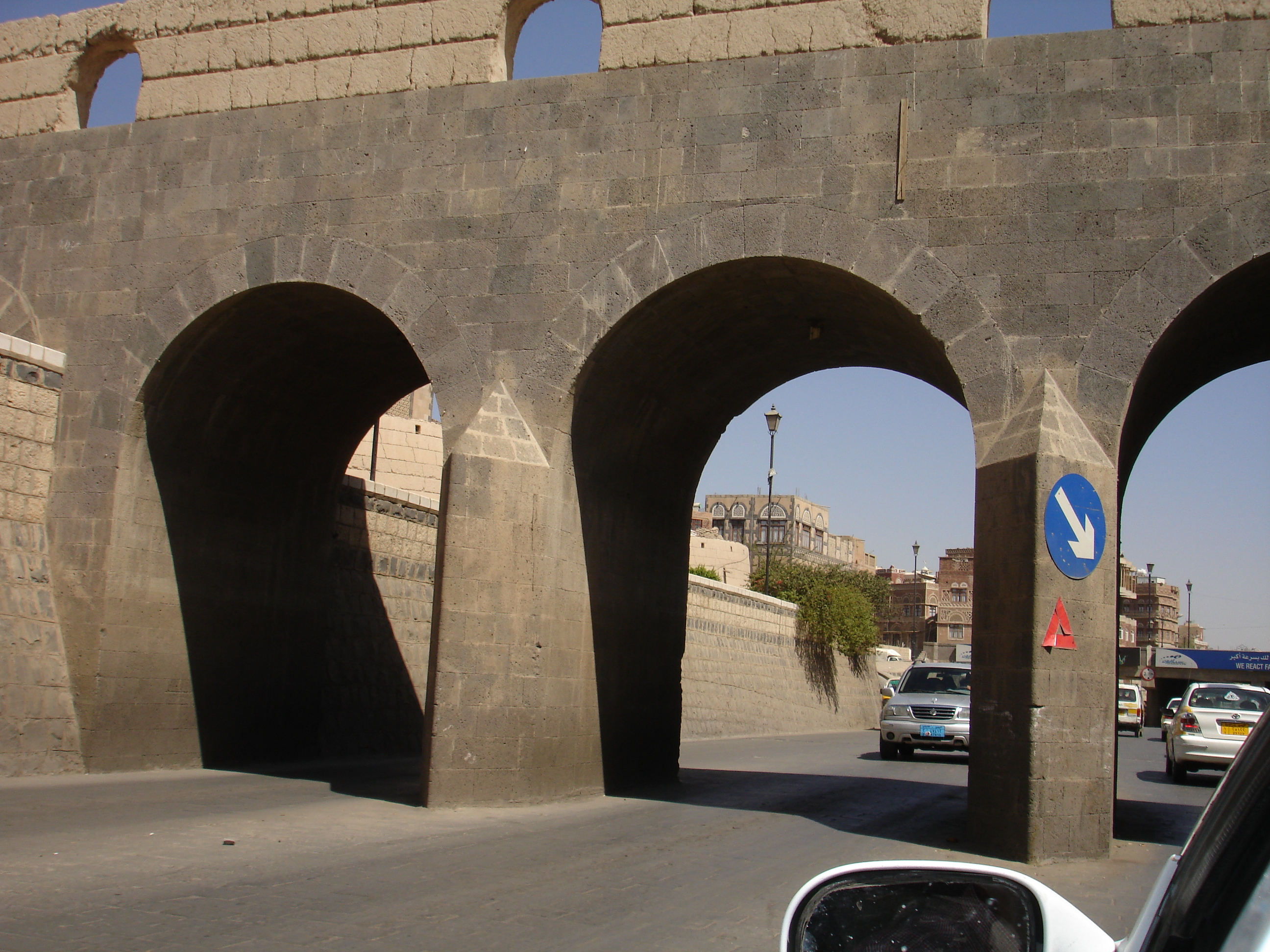
طريق السائلة في صنعاء

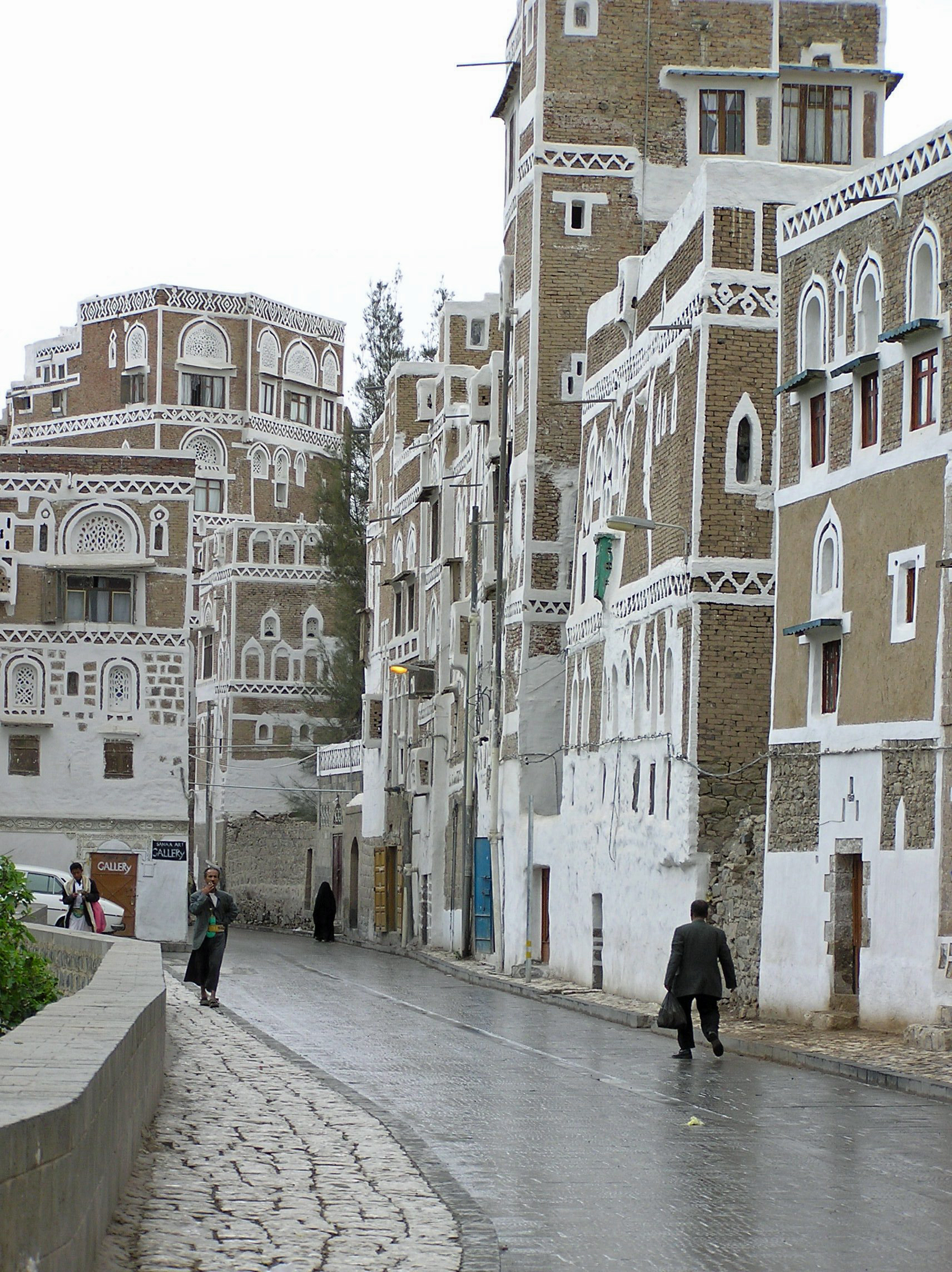
أحد أحياء صنعاء القديمة

ما يقارب 40٪ من الوظائف في صنعاء في القطاع العام. مثل العديد من المدن الأخرى في العالم النامي، صنعاء لديها قطاع غير رسمي كبير يشكل تقديرياً 32٪ من العمالة غير الحكومية. ومع ذلك، تشير التقديرات إلى أن 25٪ من القوى العاملة في صنعاء عاطله عن العمل. مطار صنعاء الدولي هو المطار الرئيسي المحلي والدولي. لا يوجد حاليا أي شبكة سكك الحديدية ولكن هناك خطط لتركيب واحدة في المستقبل. وسائل النقل الأساسية في المدينة عبر الباصات المتوسطة التي تحمل نحو 10 أشخاص، والباصات الكبيرة التي تحمل نحو 24 شخصاً وأيضاً عبر سيارات الأجرة وهي الوسيلة الشائعة في المدينة وهناك حافلات للنقل إلى المدن الرئيسية مثل عدن وتعز.

## البيئة والنظافة

### أهم المؤشرات البيئية
أهم مؤشرات البيئة لعام 2004 
| التفاصيل                             | 2004    |
| ------------------------------------ | ------- |
| أعلى درجة حرارة عظمى                 | 32.7    |
| اصغر درجة حرارة                      | -2.6    |
| المتوسط السنوي لدرجة الحرارة         | 15.1    |
| كمية المخلفات الصلبة (بالطن)         | 453256  |
| كمية المواد الغذائية المتلفة (بالطن) | 314.925 |
| مصادره دبة مياه كوثر                 | 1500    |

درجات الحرارة خلال العام 2004: درجة الحرارة في محطات الرصد الرئيسية بالأمانة حسب الأشهر لعام 2004:
| الاشهر  | يناير | فبراير | مارس | أبريل | مايو | يونيو | يوليو | أغسطس | سبتمبر | أكتوبر | نوفمبر | ديسمبر |
| ------- | ----- | ------ | ---- | ----- | ---- | ----- | ----- | ----- | ------ | ------ | ------ | ------ |
| العظمى  | 29.6  | 30.8   | 31.5 | 30.0  | 31.7 | 32.6  | 32.7  | 32.0  | 31.4   | 28.0   | 28.2   | 27.7   |
| الصغرى  | -2.6  | 6.0    | 5.0  | 8.5   | 10.0 | 10.9  | 12.8  | 12.8  | 9.2    | 4.6    | 4.8    | 0.0    |
| المتوسط | 14.3  | 18.1   | 19.2 | 19.5  | 22.1 | 23.1  | 23.5  | 21.9  | 21.5   | 17.2   | 15.7   | 14.5   |

المتوسط الشهري لسرعة الرياح «عقدة» والاتجاه السائد للرياح في الأمانة لعام 2004:
| الاشهر         | يناير  | فبراير | مارس         | أبريل        | مايو  | يونيو        | يوليو        | أغسطس        | سبتمبر       | أكتوبر | نوفمبر | ديسمبر |
| -------------- | ------ | ------ | ------------ | ------------ | ----- | ------------ | ------------ | ------------ | ------------ | ------ | ------ | ------ |
| السرعة السائدة | 8.4    | 9.4    | 8.2          | 8.2          | 8.0   | 8.7          | 9.5          | 8.9          | 10.2         | 9.1    | 8.8    | 8.6    |
| اتجاه الرياح   | شمالية | شمالية | جنوبية غربية | شمالية شرقية | شرقية | شمالية شرقية | شمالية شرقية | شمالية شرقية | شمالية شرقية | شمالية | شمالية | شمالية |

## المياه

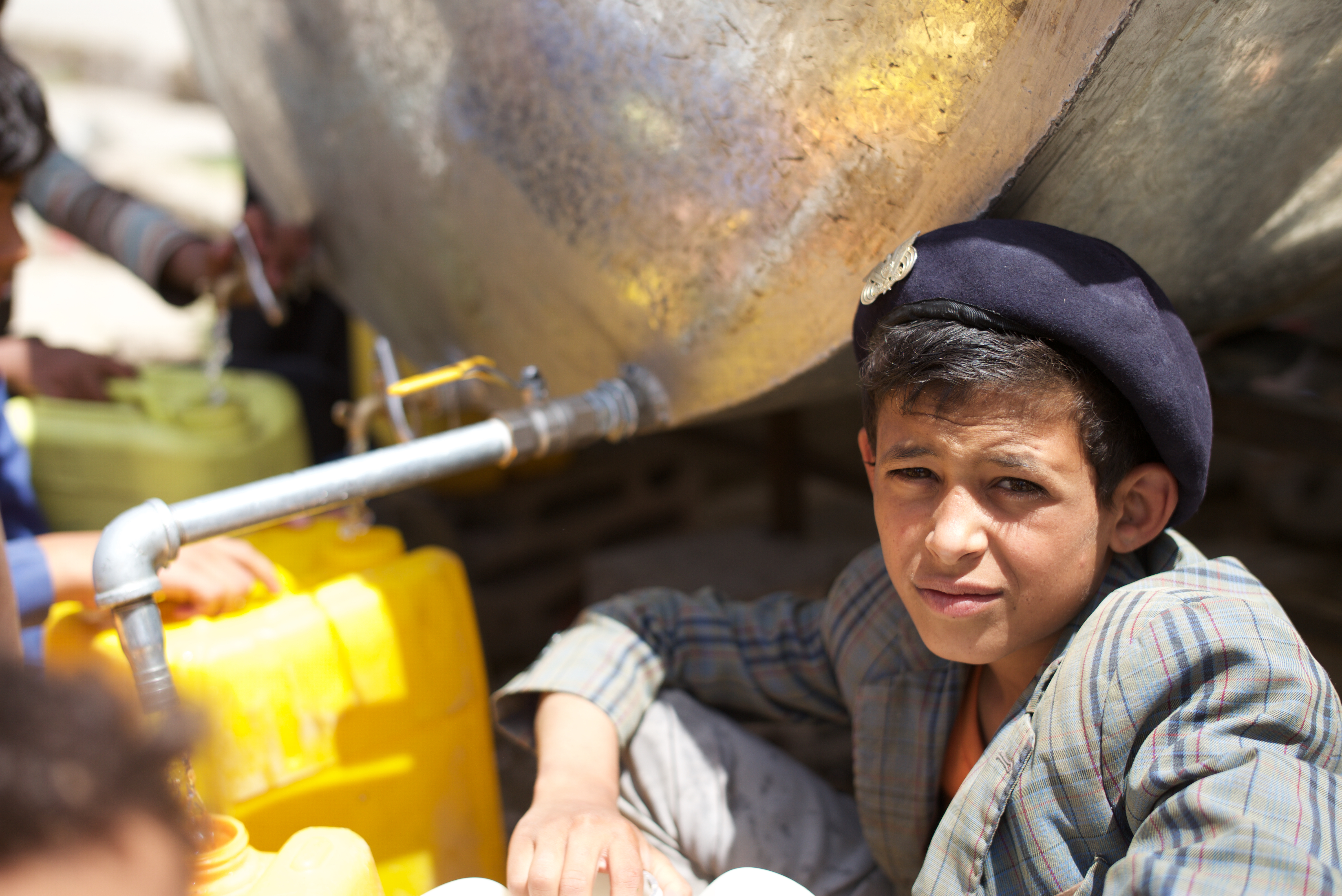
طفل بانتظار نصيبه من الماء في صنعاء.

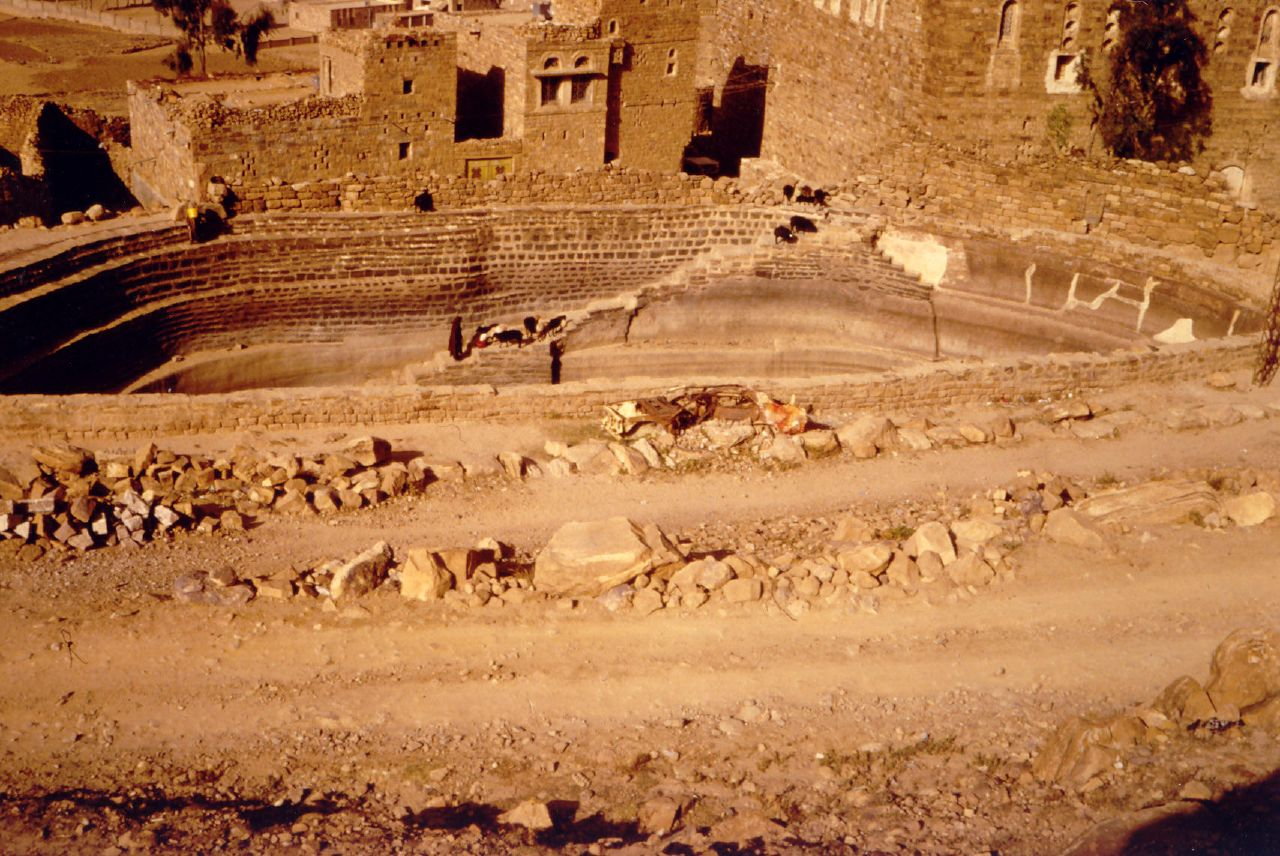
بئر مياة في قرية في ضواحي صنعاء

نصيب الفرد اليمني من المياة سنوياً والمخزون المائي الجوفي

تعد بيئة حوض صنعاء من البيئات التي تستهلك معظم موارده المائية الجوفية والمتجددة لأغراض الري، وبكميات سحب وصلت نحو 277.2 مليون متر مكعب خلال العام 2000م، وبنسبة 74.7% من إجمالي السحب المائي الجوفي لكافة الأغراض، وتواصل ارتفاع السحب عاماً بعد آخر لتصل خلال العام 2005 349.2 مليون متر مكعب، وبنسبة 69.9% من إجمالي السحب المائي الجوفي. ويعزى هذا الارتفاع المتواصل للمياه الجوفية للتوسع المستمر في الزراعة المروية، إذ بلغت المساحات الزراعية المروية نحو 17832 هكتار خلال العام 2000 ارتفعت خلال الخمس سنوات اللاحقة بنسبة 17.6% لتصل إلى 20,972 هكتار 
كان مستوى المياه الجوفية في عقد 1950 حوالي 25 إلى 30 متر، وحالياً انخفضت إلى 150 و200 متر تقريباً.
العاصمة صنعاء في طريقها لتكون أول مدينة في العالم تنضب منها المياه في غضون عشر سنوات وذلك بعد تفاقم أزمة نقص المياه في المدينة، حيث يضطر العديد من السكان لجلب الماء في حاويات من خزانات عامة في الشوارع. وبسبب عدد السكان المتزايد فيها والذي يقارب 3 ملايين نسمة، والتوسع العمراني الذي تشهده العاصمة.
حيث لا يحصل معظم سكان العاصمة تقريبا على كميات كافية من المياه من المشروع العام الذي يصل إلى المنازل مرة كل عشرة أيام، مما يضطرهم إلى شراء المياه من الخزانات المحمولة بالحافلات والمعروفة باللهجة المحلية «بالوايتات» والمنتشرة حول المدينة لسد احتياجاتهم اليومية. وتجلب الوايتات المياه من الآبار المحفورة عشوائياً في حوض صنعاء. أما بعض العائلات فتدفع أطفالها لإحضار المياه من المساجد والآبار القريبة من منازلهم. أما هذه الآبار العشوائية التي تهدد حوض صنعاء فهي أيضا مهددة باستخدامها في ري أشجار القات.
وتؤكد إحصائيات وزارة المياه والبيئة اليمنية ان حوض صنعاء وعددا من أحواض المدن اليمنية يعانون من نقص حاد في المياه بسبب قلة الأمطار وندرتها، وبسبب الحفر العشوائي للآبار. وحسب الإحصائية فان عشرات الابار العشوائية تنتشر في حوض صنعاء ويصل عمق بعض الآبار إلى حوالي 1000 متر. في حين أن مؤسسة المياه والصرف الصحي تملك 125 بئرا في حوض صنعاء ثلثها محفور بعمق، م لإمداد الناس بالمياه، وبالرغم من ذلك فإن سكان المناطق العمرانية الحديثة والتي تبعد عن وسط المدينة لا تصل إليهم إمدادات مياه المشروع وإنما يعتمدون على مياه الوايتات للتزويد بالمياه.

## التقسيم الإداري

التقسيم الإداري لأمانة العاصمة

تقسم الجمهورية اليمنية إدارياً في إطار نظام السلطة المحلية إلى 21 محافظة ، بما فيها أمانة العاصمة، وتقسم العاصمة صنعاء إلى عشر مديريات، تقع مديرية صنعاء القديمة في المدينة القديمة وبقية المديريات داخل المدينة الجديدة عدى مديرية بني الحارث خارج المدينة في الريف ، توسعت المدينة إلى أجزاء من مديريتي همدان (غرباً) وسنحان وبني بهلول (جنوباً)، حيث أن المديريتان تتبعان محافظة صنعاء المحيطة بالعاصمة.
| - مديرية أزال                                                                    | - مديرية التحرير | - مديرية الثورة  |
| - مديرية السبعين                                                                 | - مديرية شعوب    | - مديرية الصافية |
| - مديرية صنعاء القديمة                                                           | - مديرية معين    | - مديرية الوحدة  |

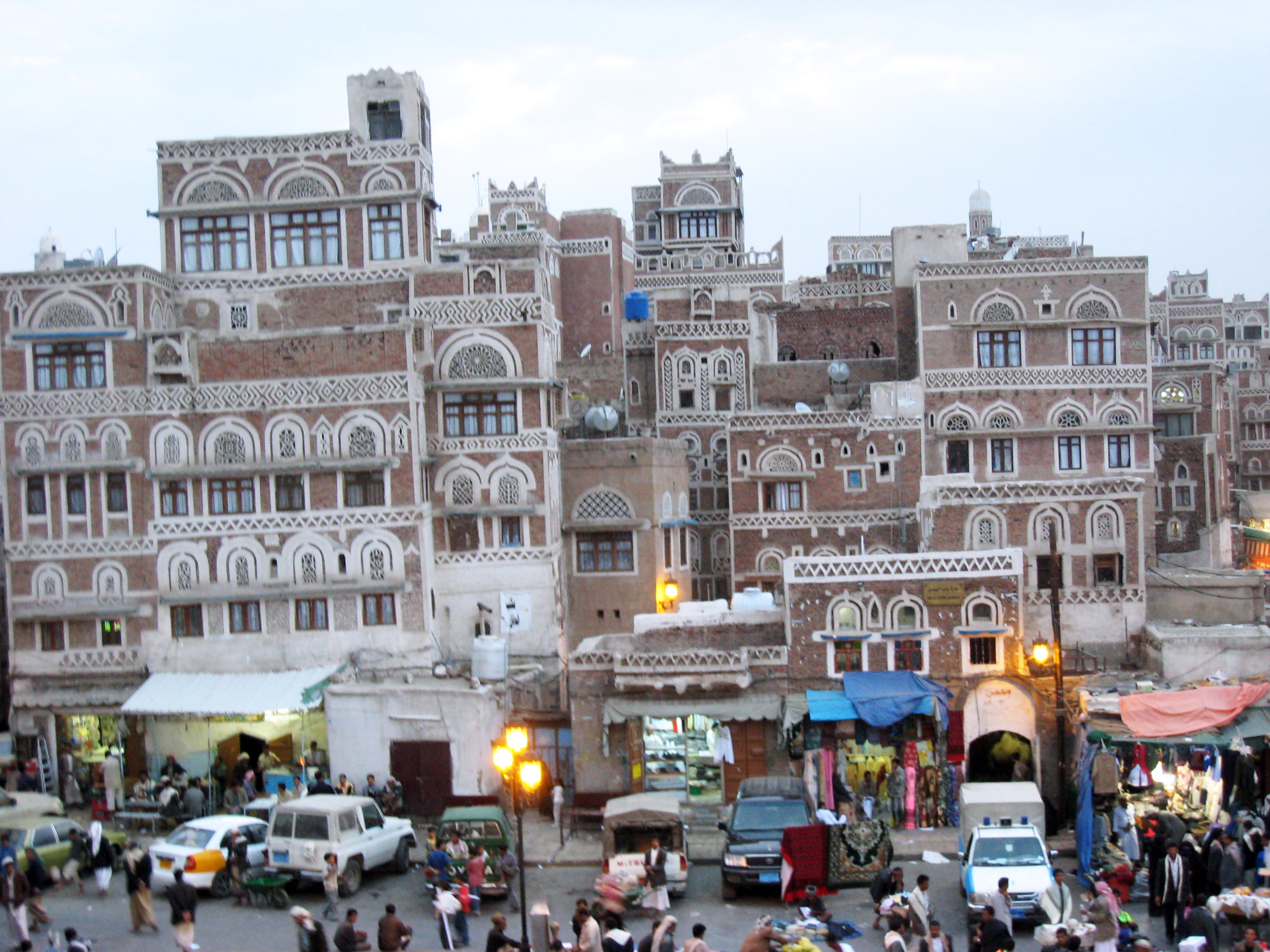
منظر لوسط مدينة صنعاء القديمة

| - مديرية بني الحارث "في الريف": (عزلة الحماء - عزلة بني جرموز - عزلة سدس الحدود) |                  |                  |

| م                                                                           | المديرية                               | المديرية                               | المديرية                               | عدد الأحياء | عدد الأحياء | عدد الحارات | عدد الحارات |
| 1                                                                           | مديرية صنعاء القديمة                   | مديرية صنعاء القديمة                   | مديرية صنعاء القديمة                   | 1           | 1           | 69          | 69          |
| 2                                                                           | مديرية شعوب                            | مديرية شعوب                            | مديرية شعوب                            | 12          | 12          | 101         | 101         |
| 3                                                                           | مديرية أزال                            | مديرية أزال                            | مديرية أزال                            | 6           | 6           | 34          | 34          |
| 4                                                                           | مديرية الصافية                         | مديرية الصافية                         | مديرية الصافية                         | 1           | 1           | 20          | 20          |
| 5                                                                           | مديرية السبعين                         | مديرية السبعين                         | مديرية السبعين                         | 15          | 15          | 78          | 78          |
| 6                                                                           | مديرية الوحدة                          | مديرية الوحدة                          | مديرية الوحدة                          | 9           | 9           | 34          | 34          |
| 7                                                                           | مديرية التحرير                         | مديرية التحرير                         | مديرية التحرير                         | 3           | 3           | 36          | 36          |
| 8                                                                           | مديرية معين                            | مديرية معين                            | مديرية معين                            | 3           | 3           | 97          | 97          |
| 9                                                                           | مديرية الثورة                          | مديرية الثورة                          | مديرية الثورة                          | 8           | 8           | 48          | 48          |
|                                                                             | ضواحي صنعاء من مديرية همدان            | ضواحي صنعاء من مديرية همدان            | ضواحي صنعاء من مديرية همدان            | 8           | 8           | 43          | 43          |
|                                                                             | ضواحي صنعاء من مديرية سنحان وبني بهلول | ضواحي صنعاء من مديرية سنحان وبني بهلول | ضواحي صنعاء من مديرية سنحان وبني بهلول | 15          | 15          | 78          | 78          |
| أما مديرية بني الحارث نظراً لوجودها في الريف فيختلف تقسيمها الإداري كالتالي: |                                        |                                        |                                        |             |             |             |             |
| م                                                                           | المديرية                               | العزل                                  | مراكز مديريات                          | عدد الأحياء | عدد الحارات | عدد القرى   | عدد المحلات |
| 10                                                                          | مديرية بني الحارث                      | 3                                      | 1                                      | 8           | 153         | 52          | 125         |

## الخدمات العامة

### التعليم

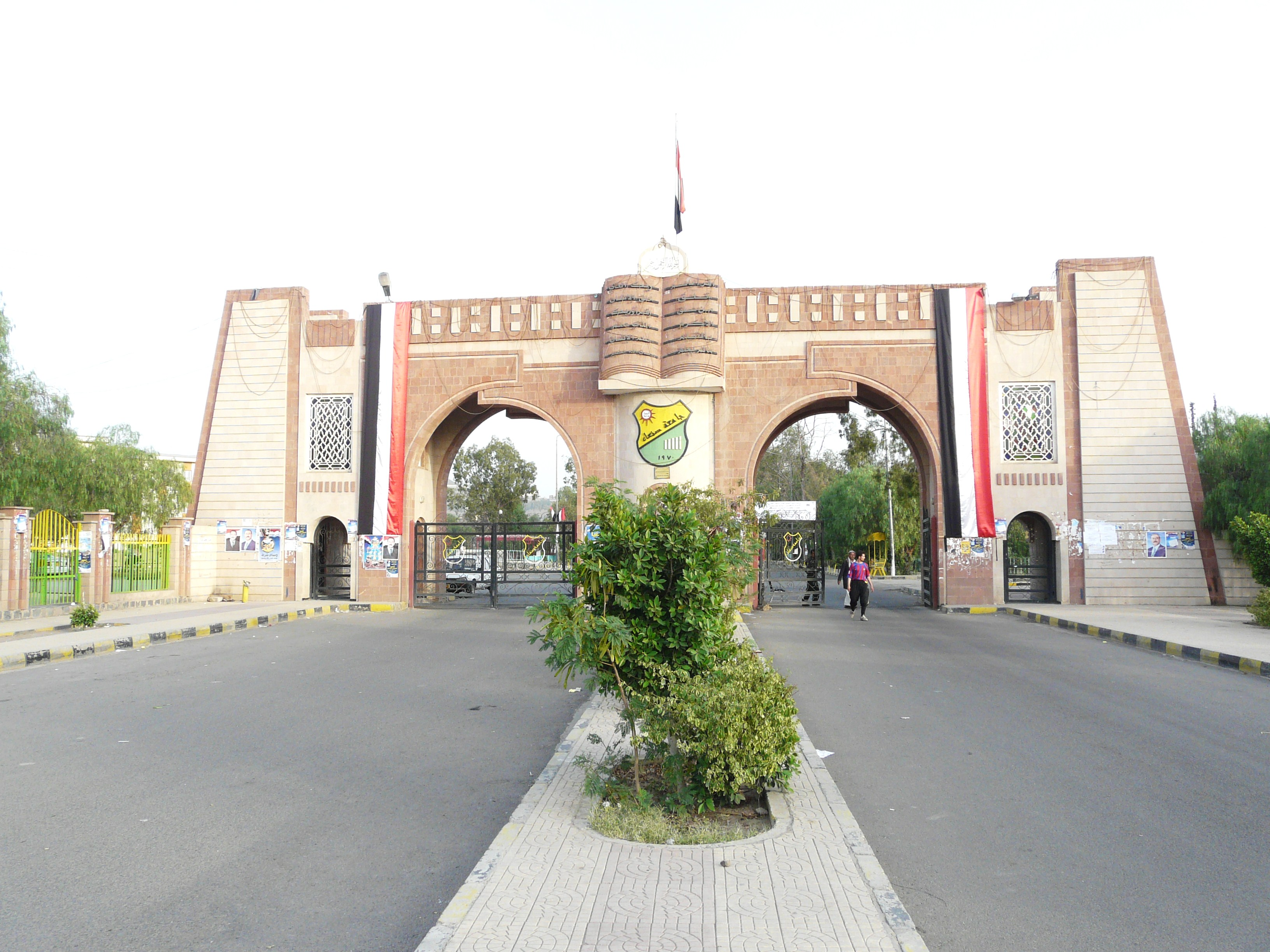
بوابة جامعة صنعاء الشرقية

توجد في صنعاء 297 مدرسة حكومية منها 188 مدرسة أساسية ومدرستين ثانوية وعدد 107 مدرسة أساسية وثانوية، حيث يبلغ عدد الطلاب في التعليم الأساسي في المدينة الملتحقين بالمدارس الحكومية والخاصة 404,541 طالب وطالبة وفي التعليم الثانوي 80,906 طالب وطالبة ويبلغ عدد المدرسين في صنعاء 18,578 مدرس حسب إحصائيات 2010. أما مراكز ومعاهد التعليم المهني والتقني والفني فيبلغ عددها 14 مركز ويلتحق فيها 3416 طالب ويشمل 469 مدرس والمعاهد الصحية معهد واحد ويلتحق فيه 880 طالب ويشمل 147 مدرس حسب إحصائيات 2010.
وبالنسبة للتعليم العالي توجد في صنعاء جامعة حكومية واحدة وهي جامعة صنعاء فيها 13 كلية ويلتحق فيها أكثر من 70 ألف طالب حسب إحصائيات 2010.

### الصحة

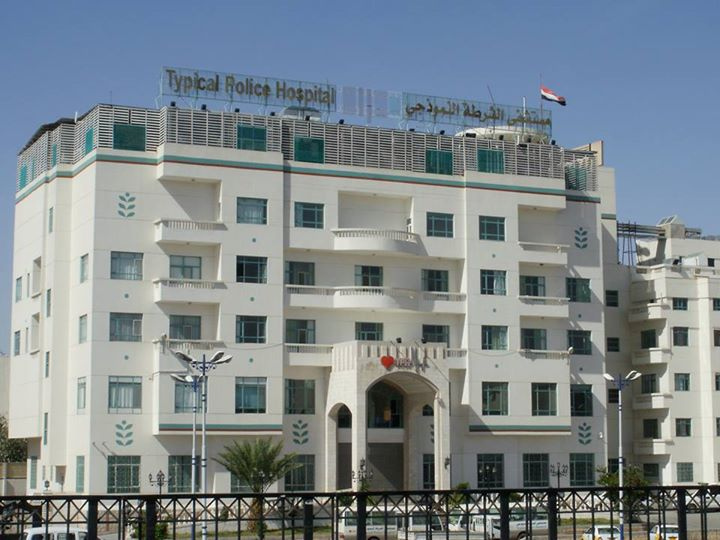
مستشفى الشرطة النموذجي بصنعاء.

يوجد في العاصمة صنعاء 73 مستشفى منها 8 مستشفيات عامة حكومية و64 تابعة للقطاع الخاص و43 مركز صحي منها 34 مراكز عامة و10 مراكز خاصة. وتوجد في المدينة 48 منشأة تقدم خدمات الأمومة والطفولة ويبلغ عدد العاملون في القطاع الصحي 588 أخصائي و988 طبيب عام و117 طبيب أسنان و238 أخصائيون مختبرات و164 أخصائي صيدلة وعدد 115 أخصائي تمريض.

### أرقام الهاتف
أرقام الهاتف في اليمن، الرمز الدولي (+967)، الهواتف المحمولة مكونة من تسعة أرقام وتبدأ بالرقم 7 مثل (77xxxxxxx)، وبالنسبة لأرقام الهواتف الثابتة كالتالي تبدأ بمفتاح المدينة مثل مدينة صنعاء (01xxxxxx) ويحذف الصفر عند الاتصال الدولي مثل (009671xxxxxx).

## الثقافة

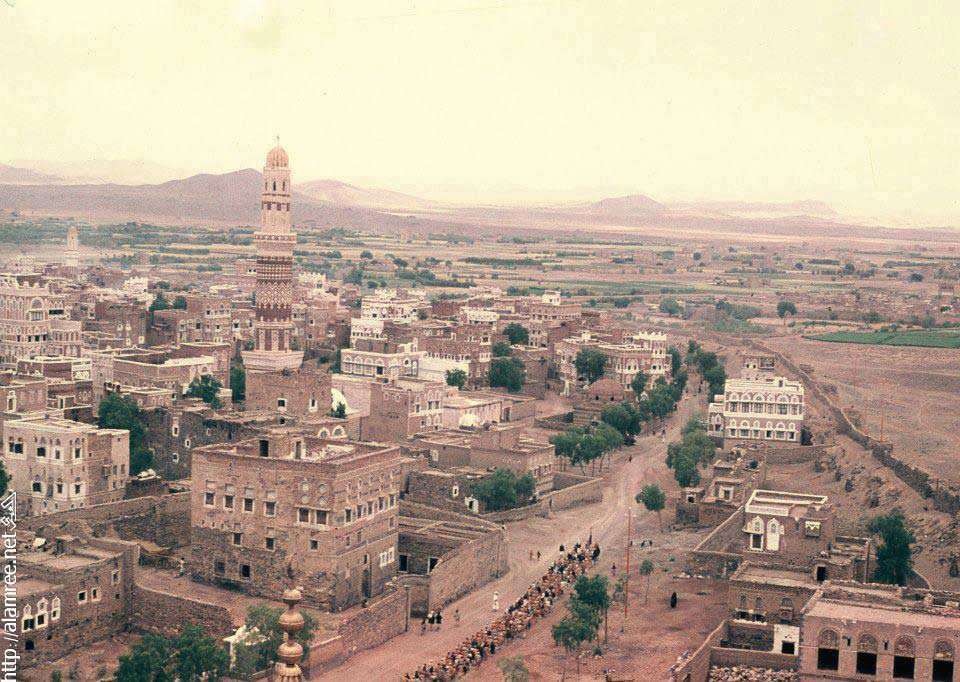
صنعاء القديمة في 1962

أصدرت أول صحيفة في شبه الجزيرة العربية عام 1878 في صنعاء.

### اللهجات
ساهم دخول اليمنيين في الإسلام إلى هجرهم قلمهم القديم واستبداله بالأبجدية النبطية المتأخرة التي دون بها القرآن  يتحدث اليمنيون اليوم العربية باللهجة اليمنية وهي لهجة متطورة ومرتبطة ارتباطا وثيقا باللغة القديمة  وهي ثلاث لهجات بتفرعات لهجة صنعانية ولهجة حضرمية ولهجة تعزية-عدنية بالإضافة للهجة بدوية لسكان مأرب والجوف وشبوة وبادية حضرموت ولكل من هذه اللهجات خصائص ومميزات فأهل صنعاء يقلبون حرف الدال طاء  وينطق حرف القاف مثل حرف g بالإنجليزية وينطق الضاد مثل الظاء كما أن حروف الراء والحاء والخاء تنطق مرققة دائماً ويبدل المتحدثون بهذه اللهجة الدال بالطاء في بعض الكلمات مثل «صدم» التي تنطق «صطم» أما بقية الحروف فنطقها مقارب جداً للغة العربية الفصحى. كما تحتوي لهجة صنعاء على العديد من الكلمات ذات الأصل التركي وذلك بسبب التواجد التركي في صنعاء أثناء الحكم العثماني لليمن مثال على ذلك كلمة «ساني» التي تعني في خط مستقيم.

### الموسيقى والشعر

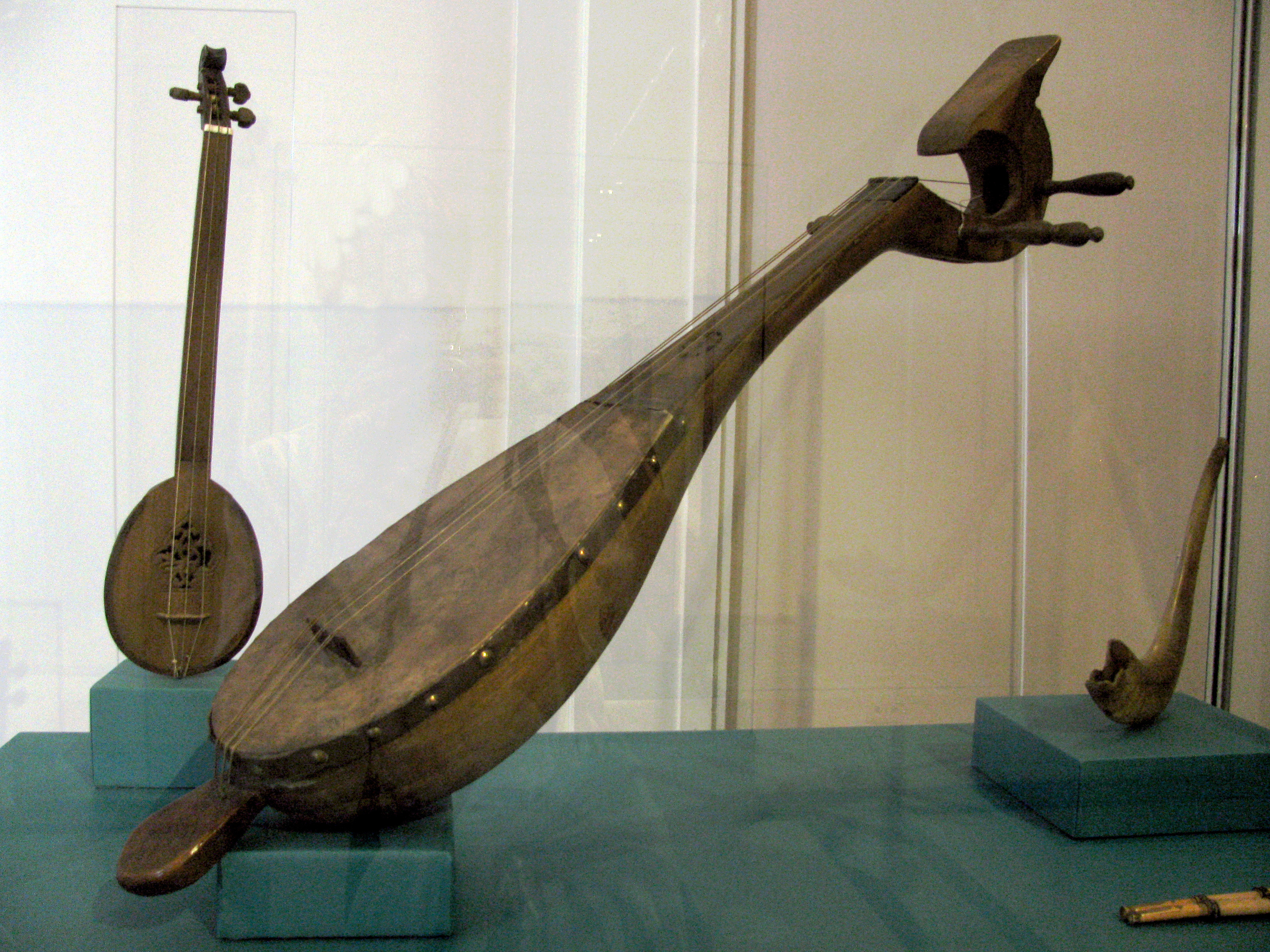
آلة القنبوس اليمنية التراثية

عدت منظمة اليونيسكو اللون الصنعاني من التراث الثقافي اللامادي للإنسانية الذي ينبغي المحافظة عليه وصيانته وتدور الأغاني الصنعانية حول الحب والغزل وتنتهي غالبا بصلاة على النبي محمد. أغلب كلماته من مدرسة الشعر الحميني التي لا تلتزم بقواعد اللغة العربية الفصحى وهو مزيج بين اللهجة المحلية والفصحى ومن أشهر أغاني هذا اللون:
- «صادت فؤادي بالعيون الملاح»
- «يامكحل عيوني بالسهر»
- «يا حي يا قيوم يا عالم بما تخفي الصدور» (تستخدم فيها آلات موسيقية ولكن حولها البعض إلى أنشودة دينية)
- «أراك طروبا والها كالمتيم»

و غيرها كثير للأسف المؤلفين الأصليين لهذه الأشعار مجهولون ونسبت قصائدهم دون أي أدلة للأئمة الزيدية الذين كانوا يفرضون عقوبات على المغنيين أصلا وينظرون إليهم ـ كغالب المجتمع اليمني ـ نظرة دونية ويعرف الغناء الصنعاني بالبلبلة وهي مرادف الدندنة في حضرموت وعدن. وضياع أسماء الشعراء لأسباب اجتماعية ودينية قديمة هو أحد أهم أسباب سرقة التراث اليمني ونسبه إلى شعراء ومغنيين خليجيين بل إن بعض الانتحال يحدث لقصائد وأغاني يعرف اليمنيون مؤلفوها جيدا وقامت منظمة اليونيسكو بالتعاون مع وزارة الثقافة اليمنية بجهود لتوثيق الفن اليمني مؤخرا.

### عاصمة الثقافة العربية 2004

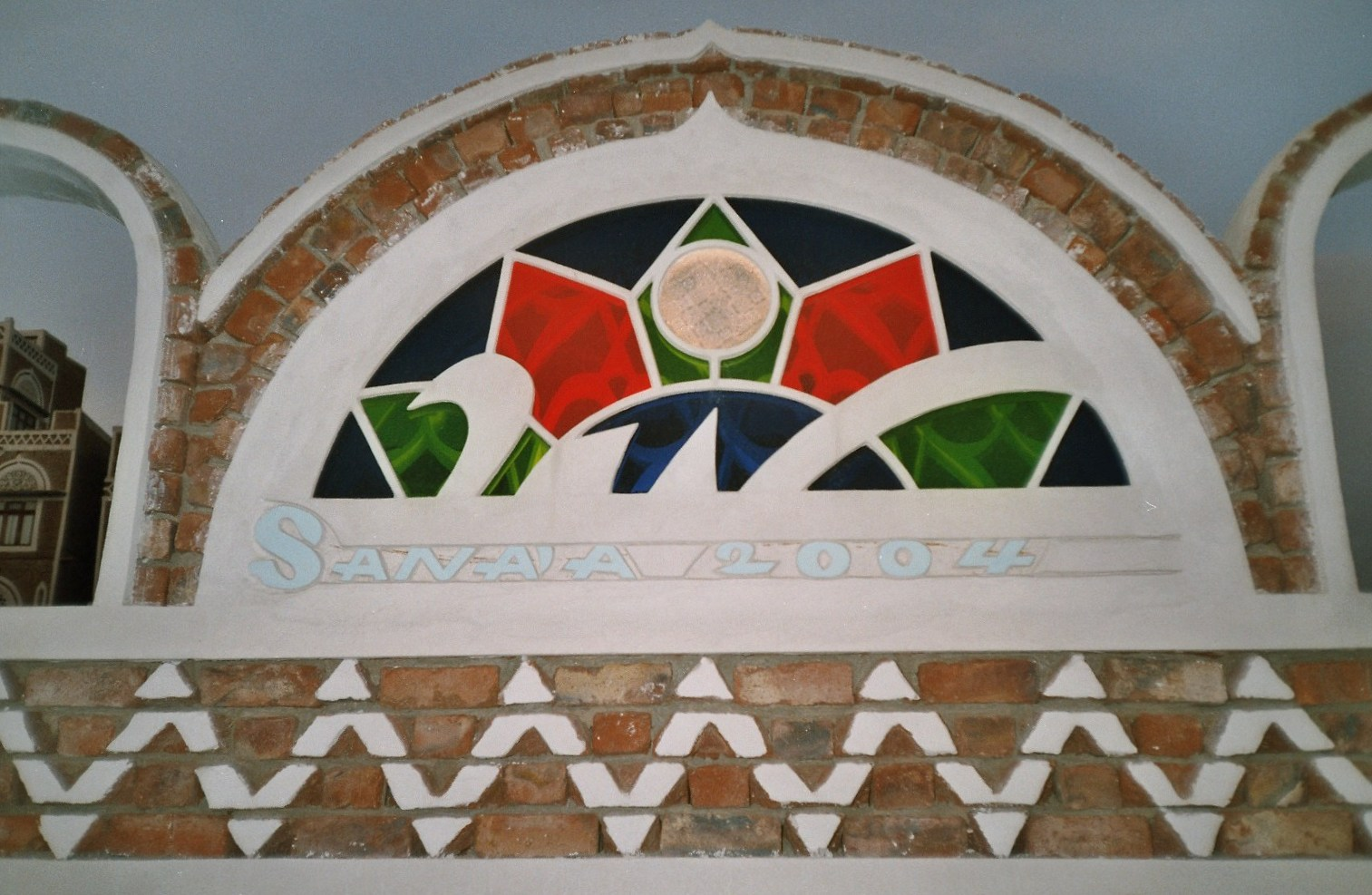
شعار عاصمة الثقافة العربية 2004

في 2004 تم اختيار صنعاء كعاصمة الثقافة العربية 
عزفت فرقة «يوربا فيلهارموني» في 15 فبراير عدداً من المقطوعات السمفونية في أمسية فنية في مدينة صنعاء القديمة أمام جمهور كبير من الشخصيات اليمنية والعربية والأوروبية من بينها فولفجانج ترسيه رئيس البوندستاج (البرلمان) الألماني.
في يونيو أقامت فرقة «كورال كلنشة بون» الألمانية ثلاث حفلات غنائية كورالية أوروبية غير مصحوبة بموسيقى، تعكس أنماطاً تراثية أوروبية مختلفة تعود لعدة حقب تاريخية من عمر الغناء الكورالي الأوروبي العريق، وكانت المرة الأولى التي يتعرف فيها الجمهور اليمني على هذا النمط من الأعمال الغنائية غير المصحوبة بالموسيقى.

### الرياضة
كرة القدم هي الرياضة الأكبر شعبية في صنعاء، يوجد في صنعاء 13 ملعب و16 نادي رياضي حسب إحصائيات 2010.
أسماء النوادي الرياضية في أمانة العاصمة:
| م  | اسم النادي         | تاريخ التأسيس | م  | اسم النادي         | تاريخ التأسيس | م | اسم النادي             | تاريخ التأسيس |
| -- | ------------------ | ------------- | -- | ------------------ | ------------- | - | ---------------------- | ------------- |
| 1  | نادي الأهلي        | 1952          | 2  | نادي الوحدة        | 1954          | 3 | نادي شعب صنعاء         | 1962          |
| 4  | نادي 22 مايو       | 2001          | 5  | اليرموك            | 1978          | 6 | نادي الشرطة            | 1972          |
| 7  | العروبة            | 2004          | 8  | نادي بلقيس النسوي  | 2005          | 9 | النادي اليمني للفروسية | 2000          |
| 10 | نادي الأمن المركزي | 2006          | 11 | النادي اليمني للصم |               |   |                        |               |

## العمارة

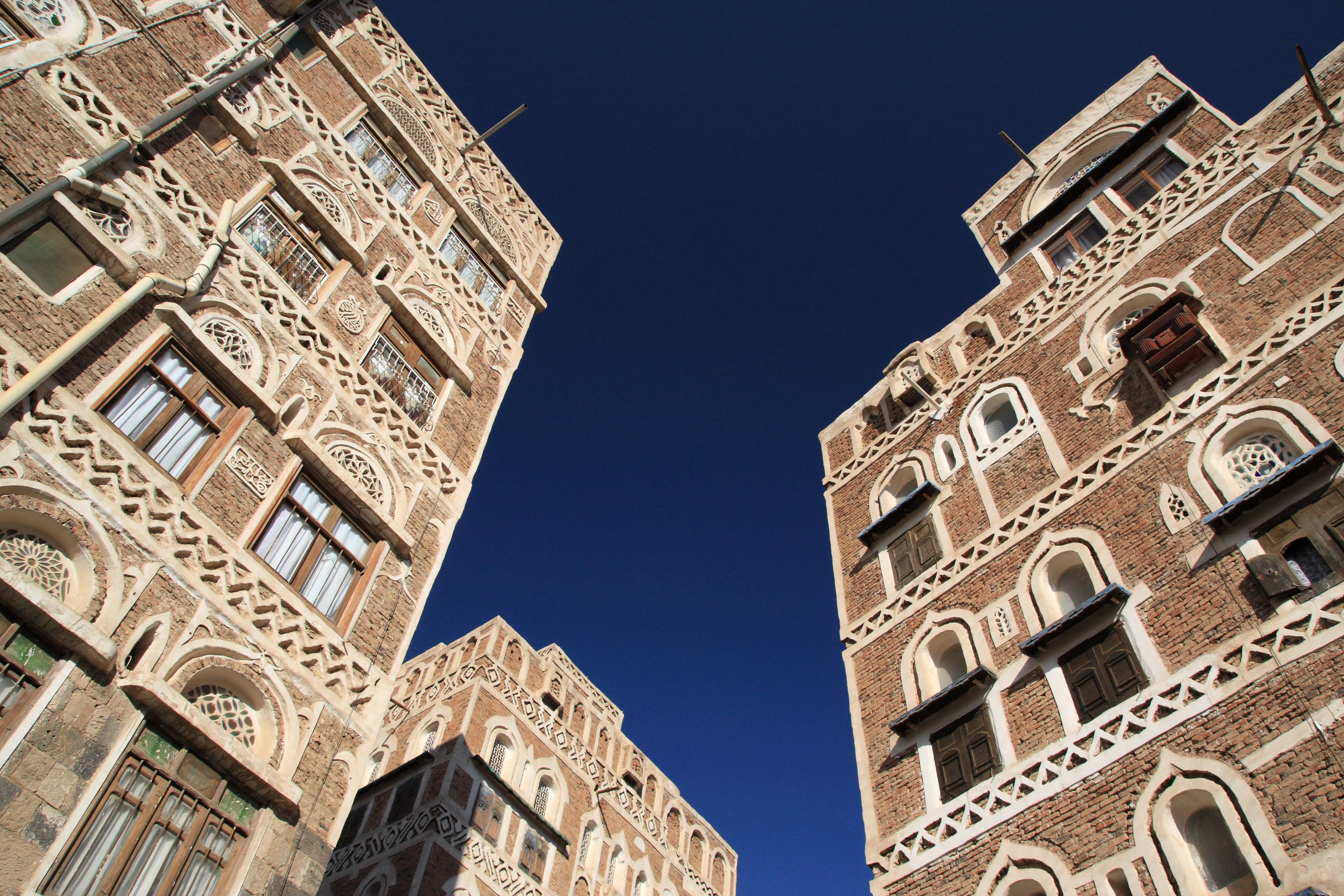
من منازل صنعاء القديمة

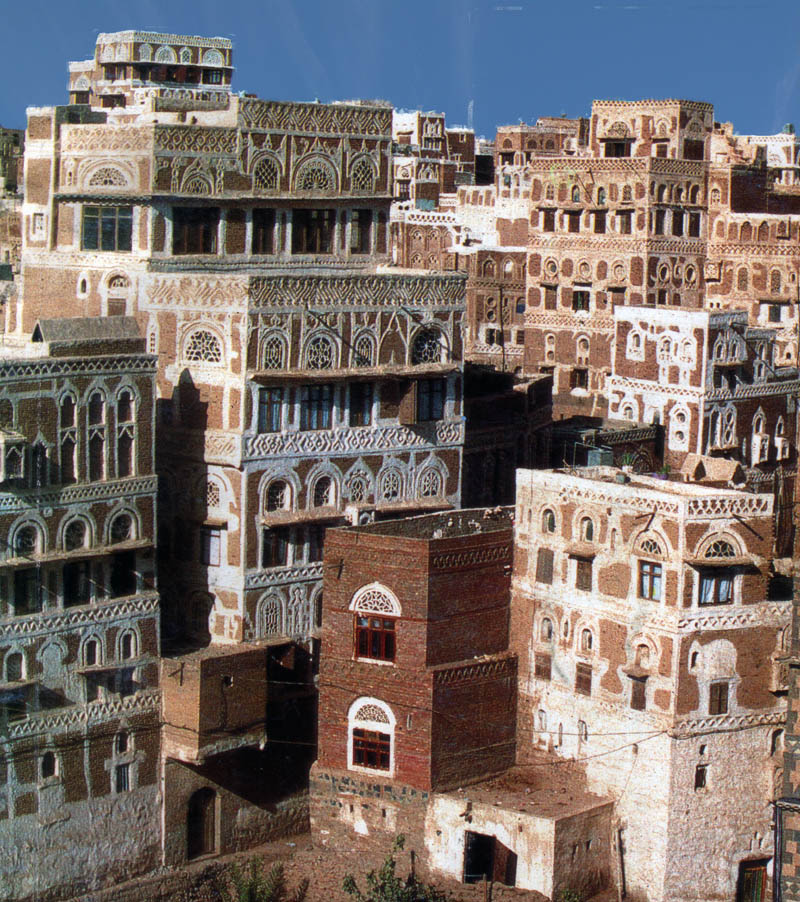
نموذج من المنازل البرجية في صنعاء القديمة

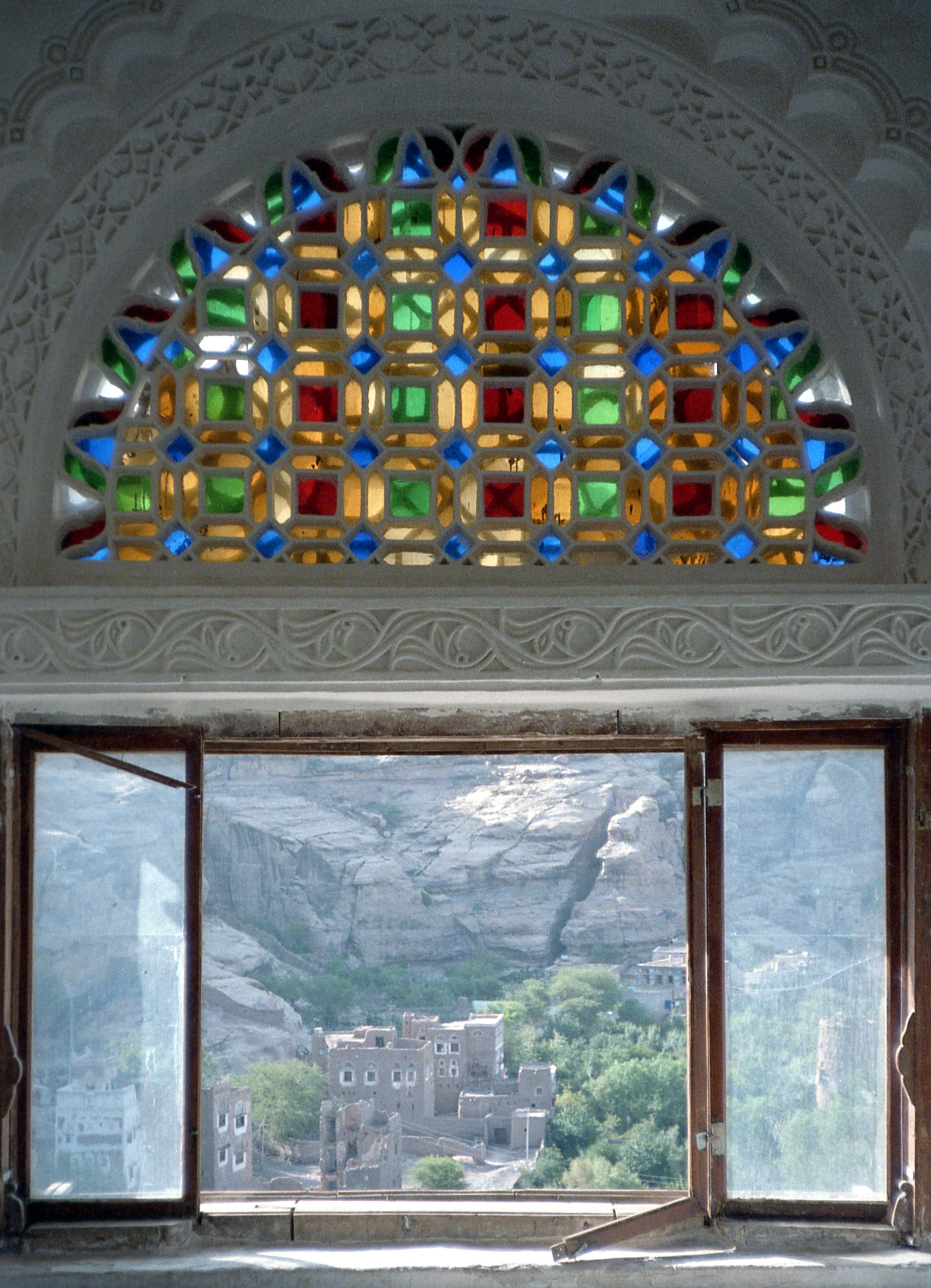
"التخريم" أو "مولجم" في نصوص خط المسند فن معماري قديم لايزال يشاهد في البيوت اليمنية التقليدية

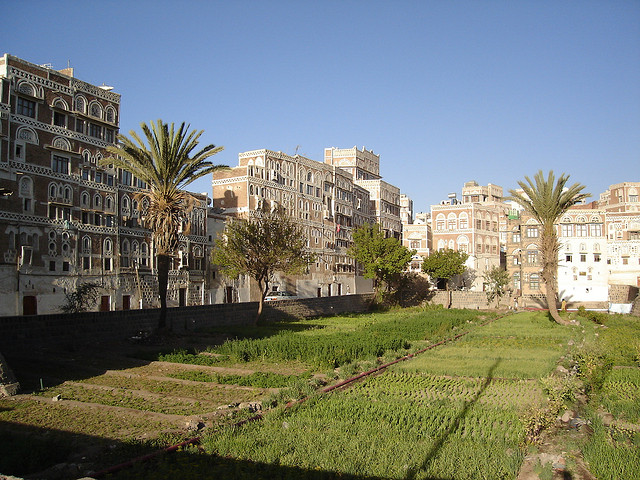
صنعاء القديمة، من فحص المواقع الأثارية ووصوف مؤلف الإكليل لمباني كانت لازالت باقية على أيامه يتضح أن الطراز المعماري اليمني لم يتغير كثيرا عما كان عليه أيام التاريخ القديم وعدد من البيوت بصنعاء يحمل جدراناً عليها كتابات بخط المسند

كان اليمنيون بناؤون ومرد ذلك أنهم أهل حاضرة ومساكنهم ثابتة مستقرة حتى الأعراب وأهل الوبر منهم كان لديهم منازل تصنع من الديباج ليست بتعقيد وثبات المدن إلا أنها ليست خياما. واللغة العربية الجنوبية تمتلك ألفاظا متعلقة بالبناء أكثر من تلك التي استخدمت في أجزاء أخرى من شبه الجزيرة العربية كانت الحجارة المادة الأساسية لبناء البيوت في اليمن القديم باستثناء المناطق الساحلية التي كان البناؤون فيها يستخدمون الطوب  ومن فحص المواقع الأثرية القديمة ووصوف بعض أهل الأخبار مثل الهمداني لمعالم وقصور قديمة في اليمن كانت لا زالت باقية على أيامه، يتضح أن الطراز المعماري في اليمن القديم لا يختلف كثيرا عما هو اليوم في صنعاء القديمة وللأسف فإن الكثير من المباني القديمة هدمت وأخذت حجارتها لبناء بيوت جديدة عبر عصور مختلفة  كانت هناك عادة في اليمن وهي نقش اسم البناء أو مالك المبنى مع ذكر اسم الإله تيمنا به في شاهد يوضع أمام البيت أو المعبد ومن هذه الكتابات أخذ الباحثون جل معرفتهم بتاريخ اليمن القديم. تحفر الحفر على حسب طول البناء المراد بنائه وتوضع الصخور والطين والأسفلت أو 'زلتن" (الزلت) كما هو في اللغة القديمة وتخلط بالماء وتترك إلى أن تجف ثم تبنى الجدران القوية باستخدام مادة النورة ويطلى الجدار الخارجي للمنزل بينما يزين الداخلي بنقوش غالبا ما تكون لحيوانات كالوعول والثيران. وتتكون المباني من ثلاث إلى خمسة طوابق في الغالب وكان هناك استثناءات لقصور الملوك ويشار إلى السلالم التي تقود إلى الطوابق العليا بلفظة "علوه" في اللغة القديمة  أما السقف فهو "ظلل" و"مسقف" ويبنى بنفس الأدوات التي تستخدم لبناء الجدران  وبنيت النوافذ وكانت تصنع من الزجاج الملون بعدة ألوان مختلفة لإضاءة المنازل ولا تزال هذه العادة موجودة إلى اليوم وتسمى باللغة القديمة "مصبح" ويطلق على النور "صبحت " ويطلق على البناء العالي المرتفع كلمة "صرحن" (الصرح) باللغة القديمة  أما الأبراج والقلاع والحصون فعرفت باسم "محفدن" (المحفد) في نقوش خط المسند وتبنى باستخدام حجر البلق القديم وتحوط بخنادق عادة وهي أشبه بثكنات عسكرية ليتحصن بها الجنود  كثير من البيوت في صنعاء تعود إلى فترة التاريخ القديم بدلالة وجود كتابات بخط المسند منقوشة على الجدران العليا للبيوت، فإما أن البيوت تعود للتاريخ القديم أو أن حجارة المباني القديمة اُستخدمت لبناء بيوت جديدة 

### التوجيه
تبعا للموقع الجغرافي والفلكي وجد المعمار اليمني ان الواجهة الجنوبية للمنزل (العدنية كما يسميها سكان المدينة) أكثر عرضة للشمس طوال النهار مما يجعلها أكثر دفئاً في فصل الشتاء القارس البرودة في صنعاء، بينما تكون الواجهة الشمالية أثناء ذلك غارقة في الظلال وبالتالي أكثر برودة في الشتاء.
أما في الصيف وأثناء رحلة الشمس نحو الشمال وعودتها نحو الجنوب فتكون الواجهة الشمالية أكثر عرضة للشمس بينما الجنوبية مظللة مما يجعلها معتدلة الحرارة. ولذلك تركزت في الواجهة الجنوبية الوحدات السكنية وخصصت الشمالية لدورات المياه والمطابخ.
استخدم المعماري مواد بنائية من طبيعتها اكتساب وخزن الحرارة نهاراً وبطء فقدانها ليلاً بحيث يمكنها من تدفئة المنزل طوال الليل. دفعت الأمطار الموسمية الصيفية الغزيرة إلى استخدام مواد بنائية تقاوم التفتت والتحلل والتجريف وكذلك تغطية سطوح المنازل بمادة القضاض  والجص لكي يسهل من عملية تصريف المياه من السطوح عبر مزاريب إلى خارج المنزل.

### صنعاء القديمة
صنعاء القديمة ويقصد بها المدينة المسورة وكان لها سبعة أبواب لم يبق منها إلا باب اليمن وهي إحدى تلك المدن القديمة المأهولة باستمرار من القرن الخامس ق.م على الأقل ويتواجد بها 103 مساجد وستة آلاف منزل وإحدى عشر حمام عمومي وكل هذه المباني بنيت قبل القرن الحادي عشر الميلادي  في القرن الأول للميلاد، أصبحت عاصمة مؤقتة لمملكة سبأ بعد استعادة أسر من قبيلة همدان للعرش السبئي من الحميريين وجاء ذكرها في نصوص المسند بصيغة صنعو وهي مشتقة من «مصنعة» وتعني حصن في العربية الجنوبية القديمة.
تتميز مدينة صنعاء القديمة بطراز معمارها القديم الذي يمتلك زخارف غنية توجد بأشكال ونسب مختلفة مثل كتل النوب والأسوار والمساجد والسماسر والحمامات والأسواق والمعاصر والمدارس إلا أنه لا يعرف متى تم بناء هذا الطراز المعماري المتأثر بالطراز الحميري.
هي من أهم معالم المدينة بمآذنها الشاهقة وقبابها البيضاء الناصعة، وحيث يوجد في مدينة صنعاء العديد من المساجد ويقال أن عددها حوالي (50) مسجداً ومنها: جامع البكيرية، جامع الطاووس، جامع الزمر، جامع الأبهر، جامع صلاح الدين، جامع قبة المهدي.
وأشهرها الجامع الكبير بصنعاء وهو من أقدم المساجد الإسلامية وهو أول مسجد بني في اليمن ويعتبر من المساجد العتيقة التي بنيت في عهد رسول الله صلى الله عليه وسلم.

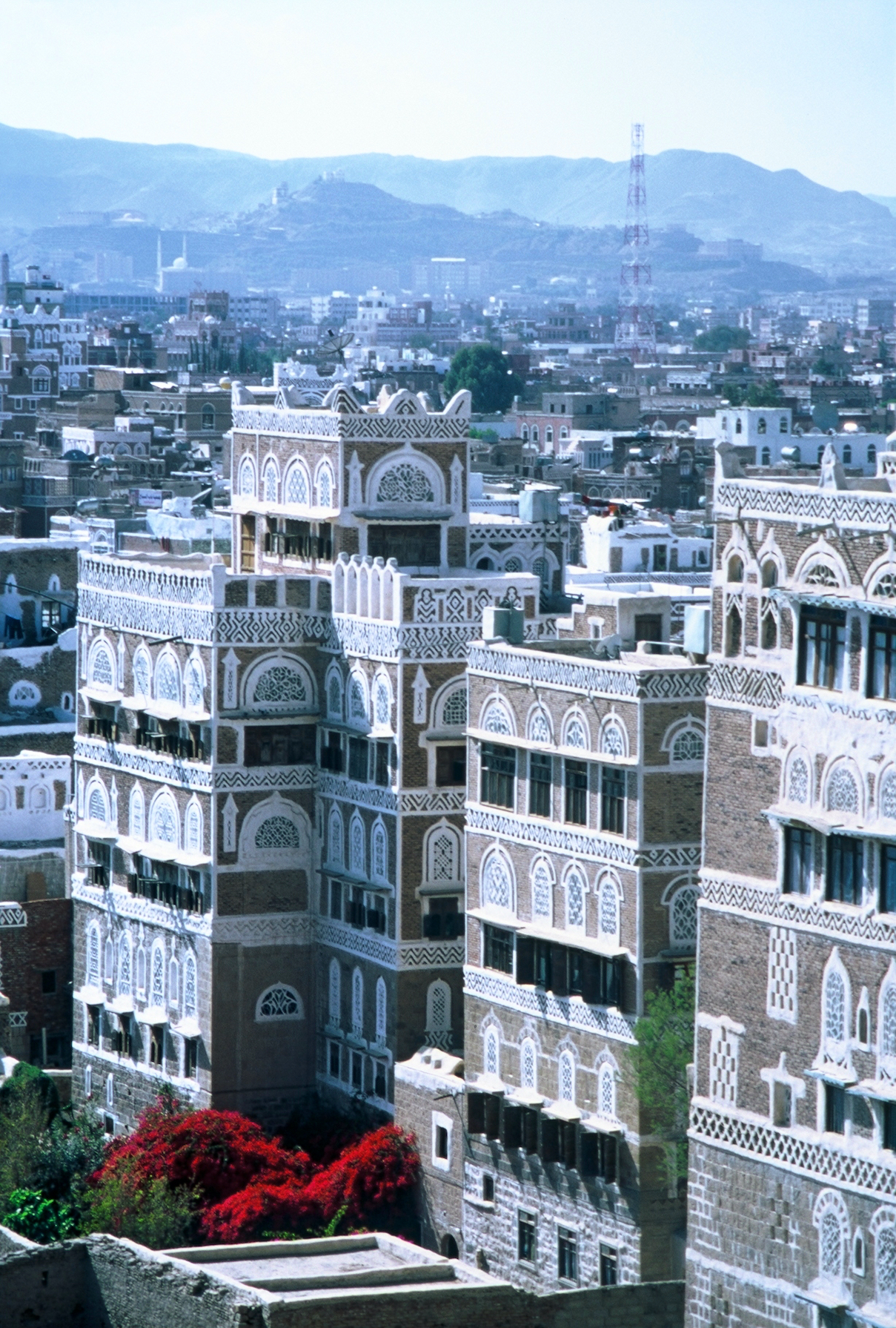
مباني في صنعاء القديمة

### الطراز المعماري

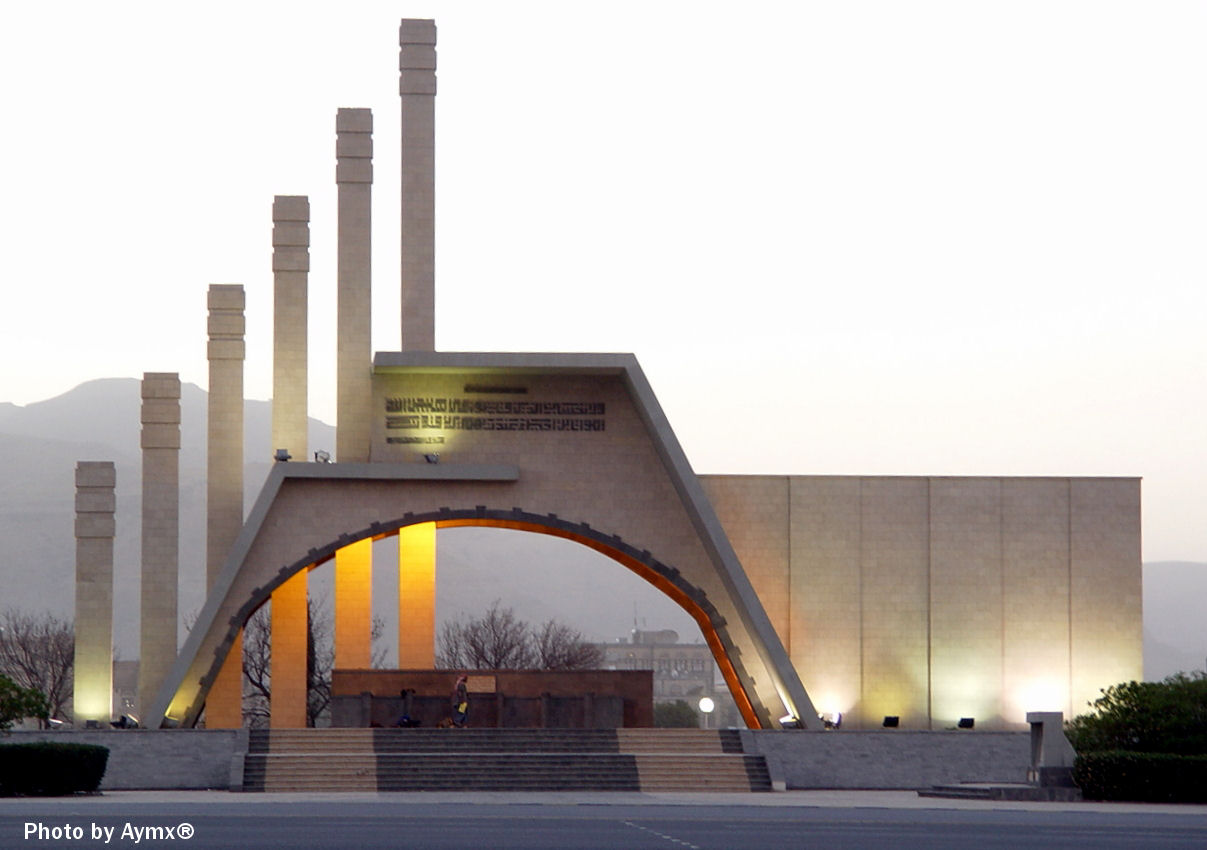
تمثال الجندي المجهول بميدان السبعين وسط العاصمة صنعاء

تتميز مدينة صنعاء القديمة بطراز معمارها القديم الذي يمتلك زخارف غنية توجد بأشكال ونسب مختلفة مثل: كتل النوب والأسوار والمساجد والسماسر والحمامات والأسواق والمعاصر والمدارس إلا أنه لا يعرف متى تم بناء هذا الطراز المعماري المتأثر بالطراز الحميري.

## السياحة
لا زالت الكثير من مواقع الجذب السياحي غير مطورة وتنقصها الخدمات جراء الحروب والاقتتال الدائم الذي يعاني منه اليمن فاليمن يمتلك أربعة مواقع ضمن مواقع التراث العالمي هي سقطرى وصنعاء القديمة وشبام ومدينة زبيد القديمة ورغم ارتفاع عدد السياح إلى 176.98% في اليمن ما بين 2004 -2003 إلا أن الحكومة لم تبدي اهتماما بالقطاع السياحي وارتفع معدل إقامة السياح من 7 أيام إلى 16 يوم وكلها مؤشرات إلا إمكانية تطوير القطاع السياحي في البلاد وأشارت بعض الدراسات أن تنمية قطاع السياحة في اليمن كفيل بإخراجه من دائرة البلدان الأقل نماء يأتي أغلب السياح إلى اليمن لزيارة سقطرى والآثار القديمة والتعرف على ثقافة الشعب اليماني وفنونه الشعبية والمهتمين بدراسة الثقافة العربية التي لم تتأثر بمؤثرات خارجية وذلك النتاج العزلة التي فرضت على اليمن لعقود طويلة وأشارت وزارة السياحية اليمنية إلى ذلك في تقريرها الأخير بشأن التنمية السياحية بأن الخدمات السياحية متواضعة في اليمن وتنعدم تماما في القرى الصغيرة التي تلقى إقبالا سياحيا.

## معالم ومواقع أثرية وسياحية

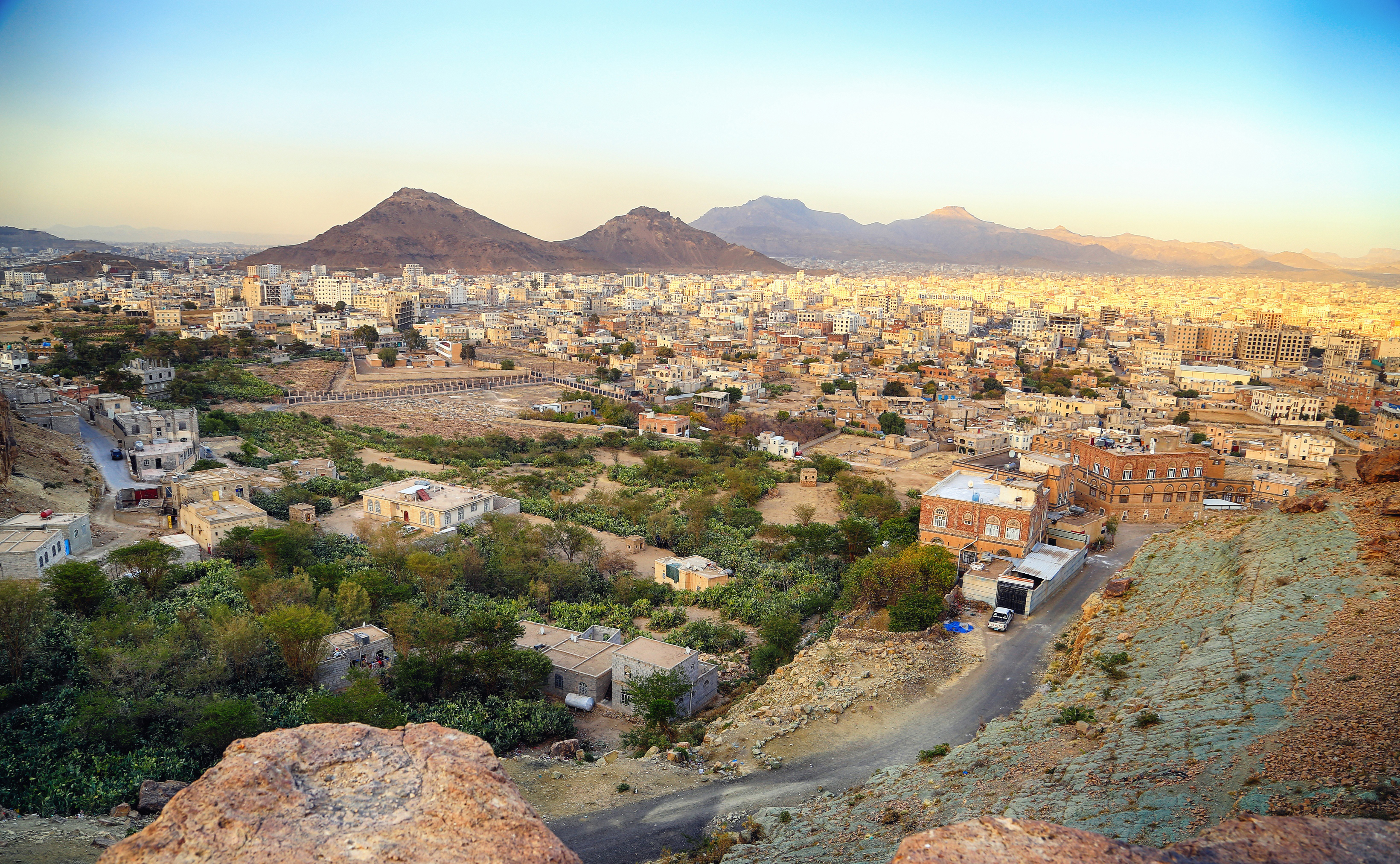
صورة لمدينة صنعاء منطقة بيت بوس

### المساجد

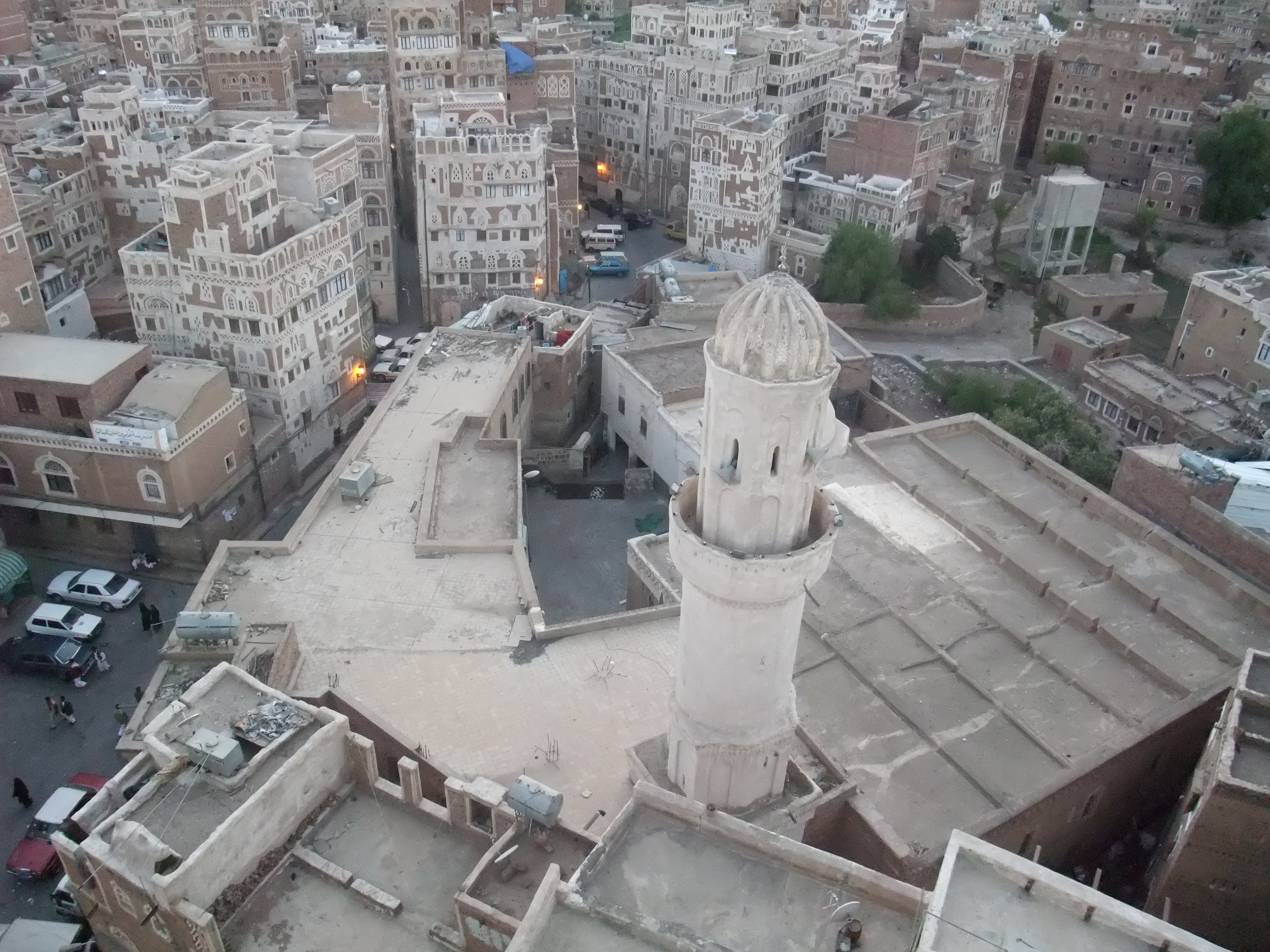
صورة من أعلى أحد المساجد في صنعاء القديمة

هي من أهم معالم المدينة بمآذنها الشاهقة وقبابها البيضاء الناصعة، وحيث يوجد في مدينة صنعاء العديد من المساجد ويقال أن عددها حوالي (50) مسجداً ومنها: جامع البكيرية، جامع الطاووس، جامع الزمر، جامع الأبهر، جامع صلاح الدين، جامع قبة المهدي. وأشهرها الجامع الكبير بصنعاء وهو من أقدم المساجد الإسلامية وهو أول مسجد بني في اليمن ويعتبر من المساجد العتيقة التي بنيت في عهد رسول الله صلى الله عليه وسلم.

### الأسواق الشعبية

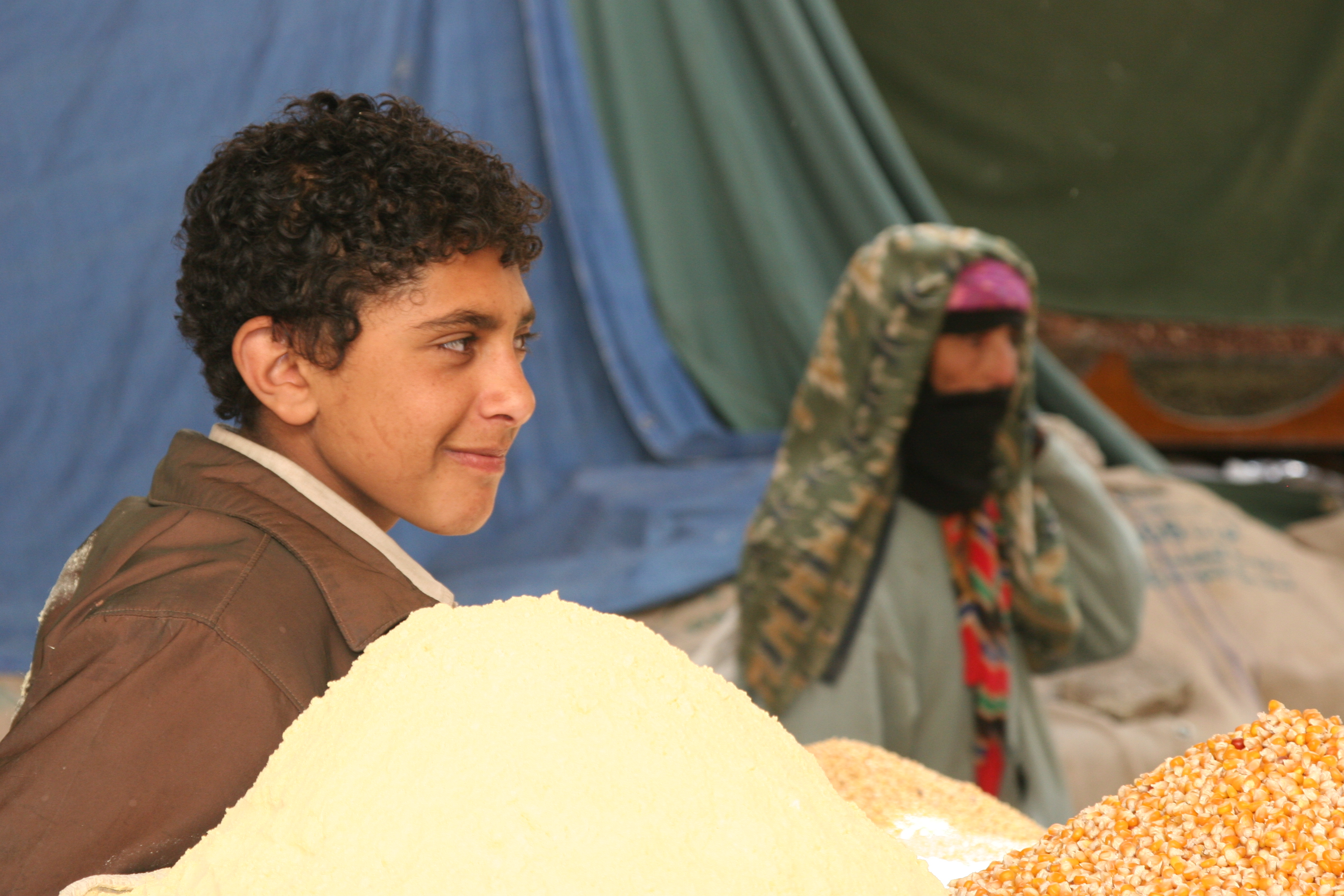
صورة لمحل بيع في سوق الملح

يعتبر سوق مدينة صنعاء القديمة من أسواق العرب القديمة وكان يقام في النصف من رمضان ونظراً لازدهار التجارة والتبادل التجاري النشط المتنوع تنوعت أسواق صنعاء لكونها مركزاً لما حولها من القرى والمدن اليمنية وتنوعت بحسب السلع والبضائع والصناعات الموجودة ، وكانت في الماضي حوالي 45 سوقاً إلا أنه لم يعد منها إلا حوالي 20 سوقاً منها: سوق العنب، سوق الحب، سوق الملح، سوق المعطارة، سوق الفتلة، سوق الملخص «الفضة»، سوق البز «القماش»، سوق الحلقة، سوق الجنابي، سوق النحاس، سوق القات، سوق الختم «المصاحف»، سوق النظارة.

### المتاحف

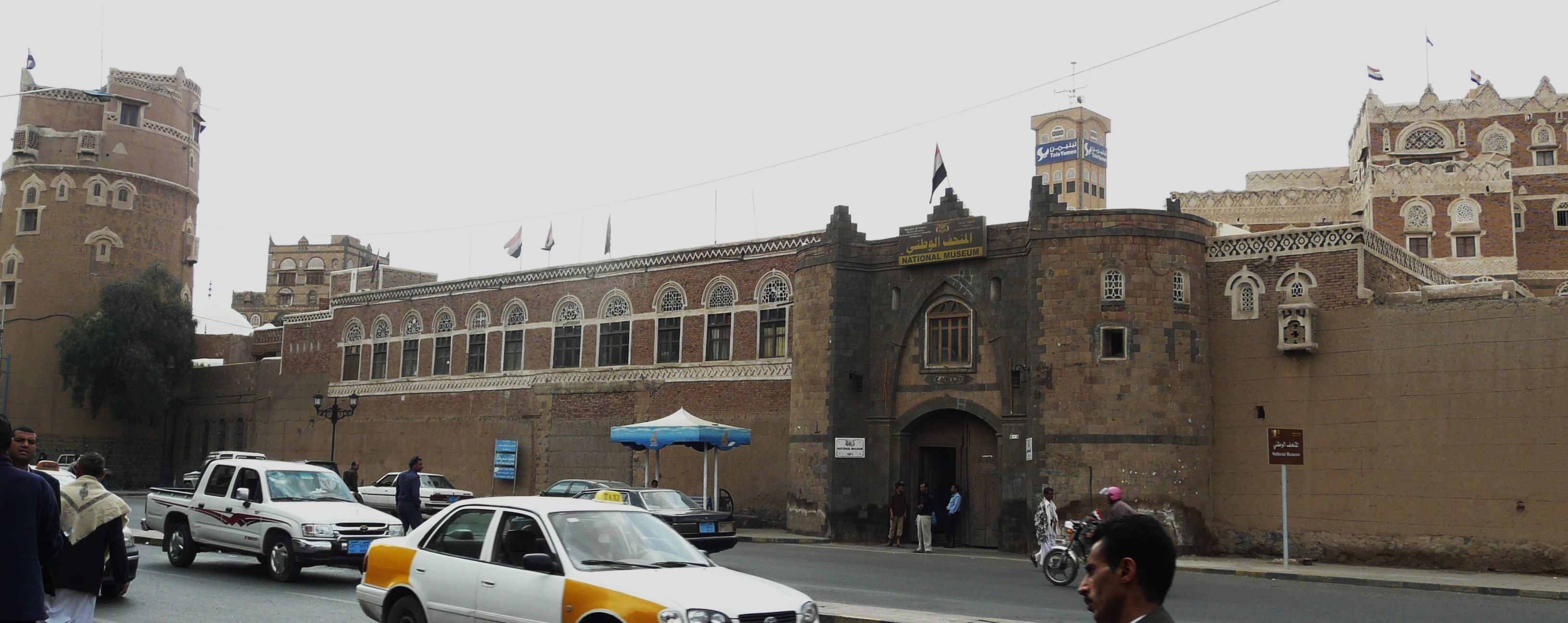
المقر الجديد للمتحف الوطني بصنعاء.

تحوي صنعاء على العديد من المتاحف منها:
- المتحف الوطني تأسس عام 1971 في دار يسمى دار الشكر وهو أحد القصورالإمامية ويقع بالقرب من باب السباح بجوار جامع قبة المتوكل في ميدان التحرير [128] مركز مدينة صنعاء. كان المتحف آنذاك يحوي قسمين رئيسين أحدهما للآثار القديمة والآخر للتراث الشعبي ثم تلا ذلك إعداد قسم للآثار الإسلامية.[129]
- المتحف الحربي أحد متاحف اليمن التاريخية التي تأسست في الثمانينات ويهتم بعرض العديد من القطع العسكرية والأسلحة والمعدات التاريخية التي استخدمتها القوات المسلحة اليمنية على مراحل تاريخية مختلفة. بالإضافة، تم تزويده ببعض من المقتنيات الأثرية والمخطوطات التاريخية والوثائق العسكرية وغيرها من الآثار اليمنية والهدايا الأجنبية المتعلقة عادة. ويقع المتحف في بالقرب من ميدان التحرير، ويحتل مكانة هامة ومرجعا تاريخيا للكثير من الزوار والدارسين داخل وخارج اليمن.[63][130]

### الحمامات العامة
تميزت صنعاء بوجود الحمامات التي يستخدمها عامة الناس للاستحمام والاغتسال أو الاسترخاء أو للعلاج من بعض الأمراض، بدأ ذلك منذ أن برزت ملامح صنعاء كمدينة حضرية في مراحلها الأولى وتوسعت نشاطاتها الاقتصادية والاجتماعية ورافق ذلك توسع في عمرانها ووضوح مكونات منشآتها الخدمية العامة. ويذكر المؤرخ أحمد بن عبد الله الرازي الصنعاني أنه كان يوجد في صنعاء (عام 381 هـ / 991م) اثنا عشر حماماً بالرغم من ما أصابها في أواخر القرن (3 هـ / 9م) من خراب وحروب.

### أماكن الترفيه
تمتلك أمانة العاصمة العديد من المنتزهات السياحية والمناظر الطبيعية وتنتشر في أمانة العاصمة وعدد من مديرتها العديد من المناطق الخضراء الغنية بتنوعها النباتي والحيواني وهوائها المعتدل ذات الجذب السياحي الطبيعي ومن أهمها منتزه حدة وسناع ومنتزه عطان ومنتزه عصر والروضة وحديقة الحيوان.

### المعالم السياحية
| م  | البيان                           | التصنيف         |
| -- | -------------------------------- | --------------- |
| 1  | مدينة صنعاء القديمة              | تاريخية         |
| 2  | مدينة شعوب                       | تاريخية         |
| 3  | حي بير العزب                     | تاريخي          |
| 4  | حي القاع                         | تاريخي          |
| 5  | قرية حدة                         | تاريخية         |
| 6  | قرية سناع                        | تاريخية         |
| 7  | قرية بيت بوس                     | أثرية           |
| 8  | بيت حنبص                         | أثرية           |
| 9  | أسوار وأبواب مدينة صنعاء القديمة | أثرية           |
| 10 | المعمار في صنعاء                 | تاريخي          |
| 11 | مساجد صنعاء                      | تاريخية         |
| أ  | الجامع الكبير                    | إسلامي          |
| ب  | قبة البكيرية                     | إسلامي          |
| 12 | قصر غمدان                        | أثري            |
| 13 | غرقة القليس                      | أثرية           |
| 14 | سوق صنعاء                        | أثري + تاريخي   |
| 15 | السماسر                          | تاريخية         |
| 16 | الحمامات العامة                  | تاريخية         |
| 17 | المتاحف                          | أثرية + تاريخية |

### الفنادق

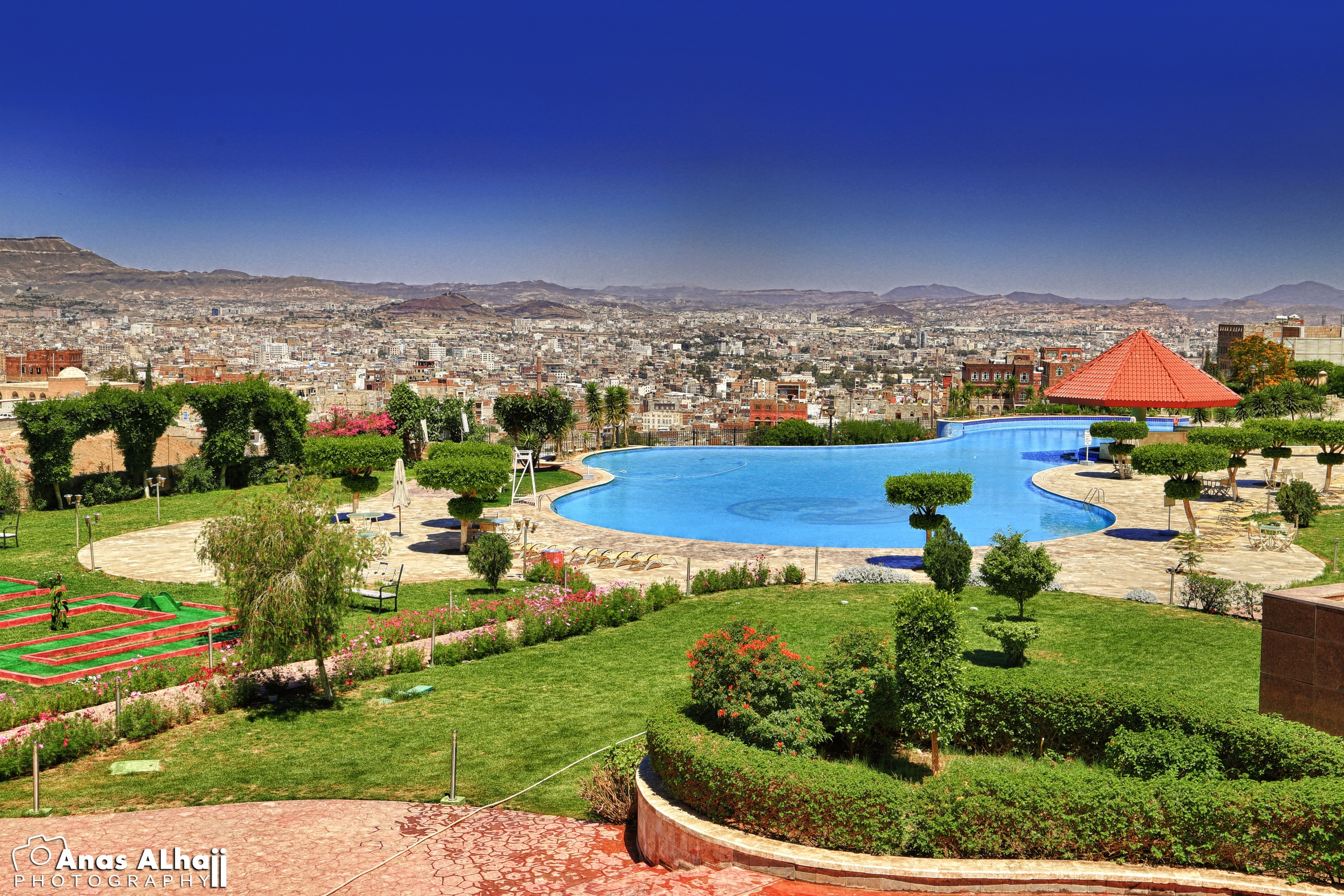
حديقة فندق موفنبيك بصنعاء.

| اسم الفندق              | العنوان                         | الفئة |
| ----------------------- | ------------------------------- | ----- |
| فندق موفنبيك            |                                 |       |
| فندق شيراتون            | جولة شيراتون                    | ***** |
| تاج سباء                | شارع علي عبد المغني             | ***** |
| فندق شهران              | بيت بوس                         | ****  |
| فندق وأجنحة برج مانهاتن | شارع الجزائر أمام المركز الليبي | ****  |
| فندق المدينة السياحي    | صنعاء                           | ****  |
| فندق وأجنحة بلازا       | شارع نواكشوط                    | ****  |
| فندق صنعاء الدولي       | شارع الستين                     | ****  |
| فندق وأجنحة شمر         | شارع دمشق                       | ****  |
| فندق حدة                | صنعاء                           | ****  |
| فندق وأجنحة كراون       | صنعاء                           | ****  |
| فندق القصر الأخضر       |                                 | ****  |
| فندق أبراج سباء         |                                 | ****  |
| فندق شمر                | شارع حده                        | ****  |
| فندق سكاي لاين          | شارع حده أمام متجر الجندول      | ****  |
| فندق مير كيوري          |                                 | ****  |
| فندق التاج الذهبي       | شارع تعز                        | ****  |
| فندق الاستقبال          | شارع تعز حي شميلة               | ****  |
| فندق هلتاون             | مديرية التحرير                  | ****  |

L" | فندق نيس بلازا
| dir="RTL" |
الصافيه شارع القدس| dir="LTR" | ****
|-

## صور تاريخية من صنعاء 1958

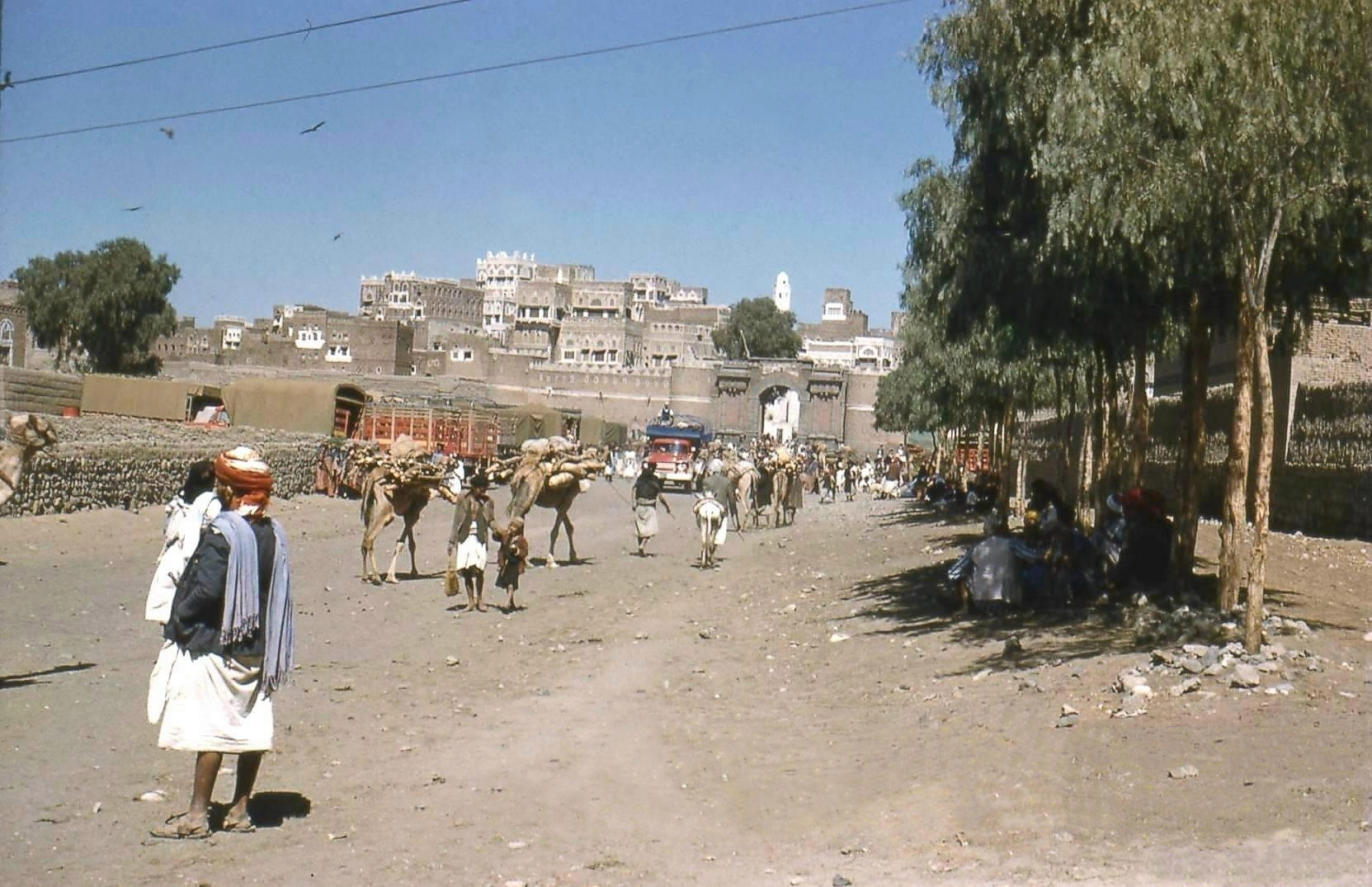
نهاية شارع تعز أمام باب اليمن (أواخر 1950)
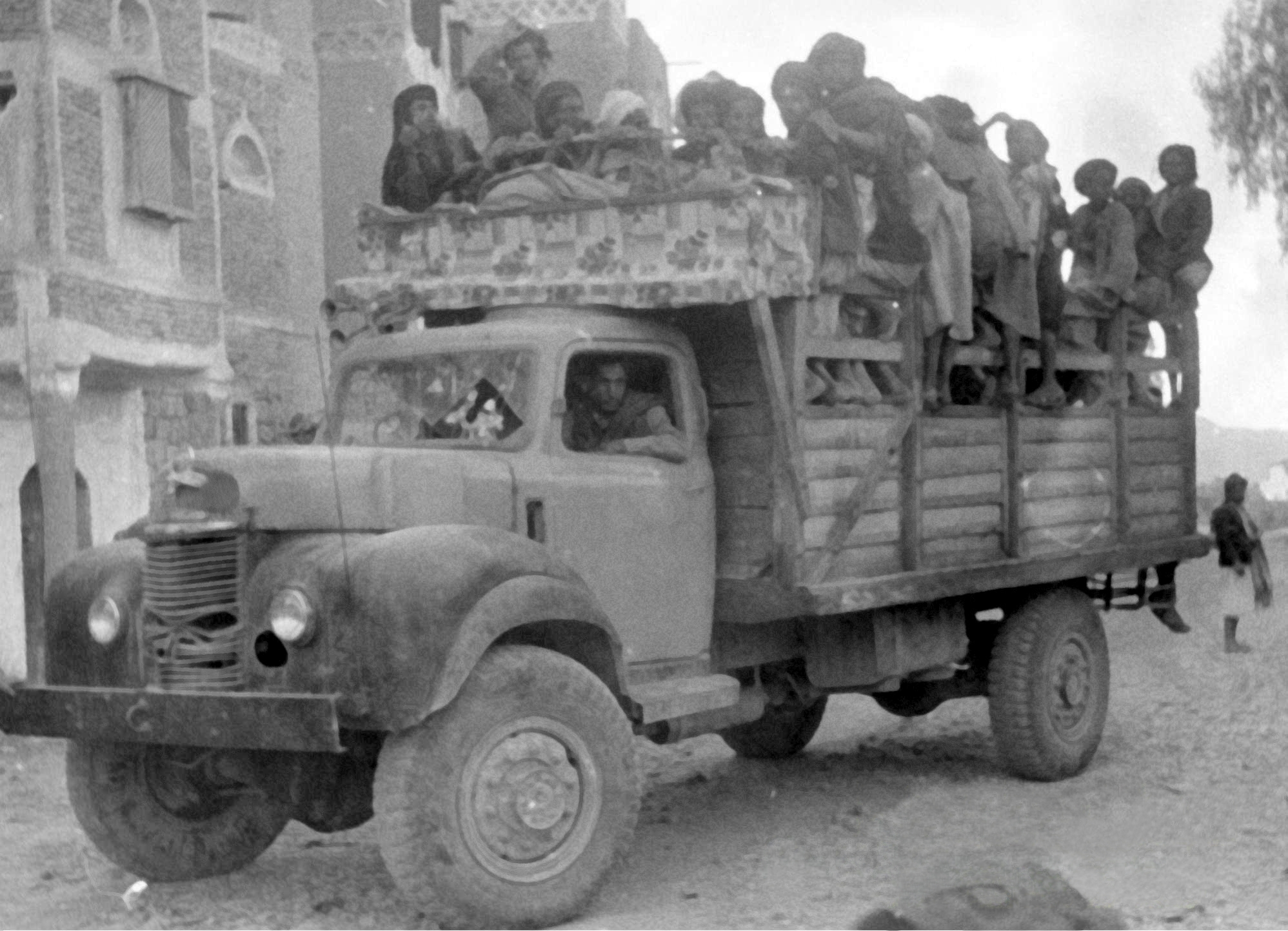
تاكسي (1958)
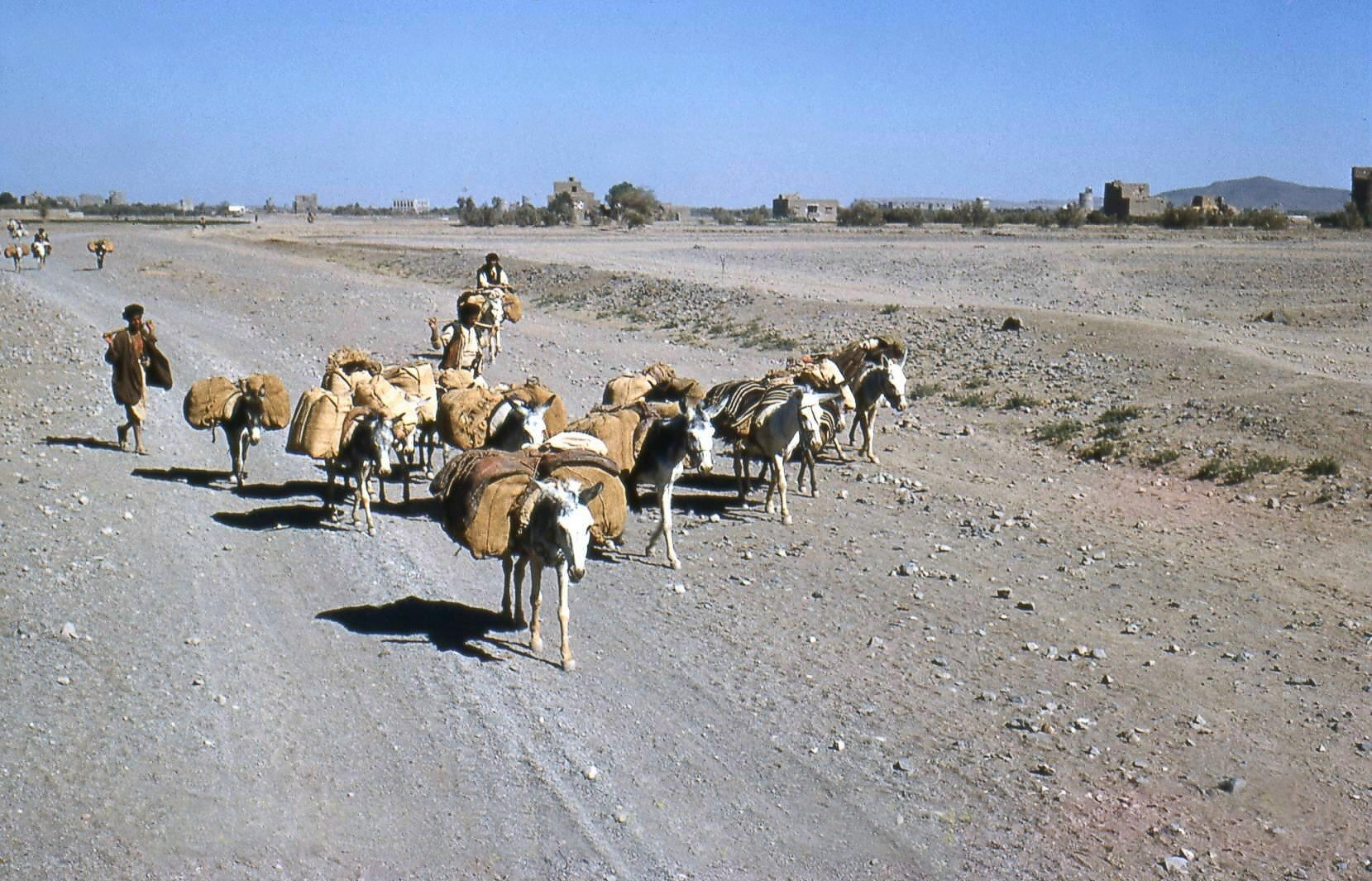
توريد القات إلى صنعاء
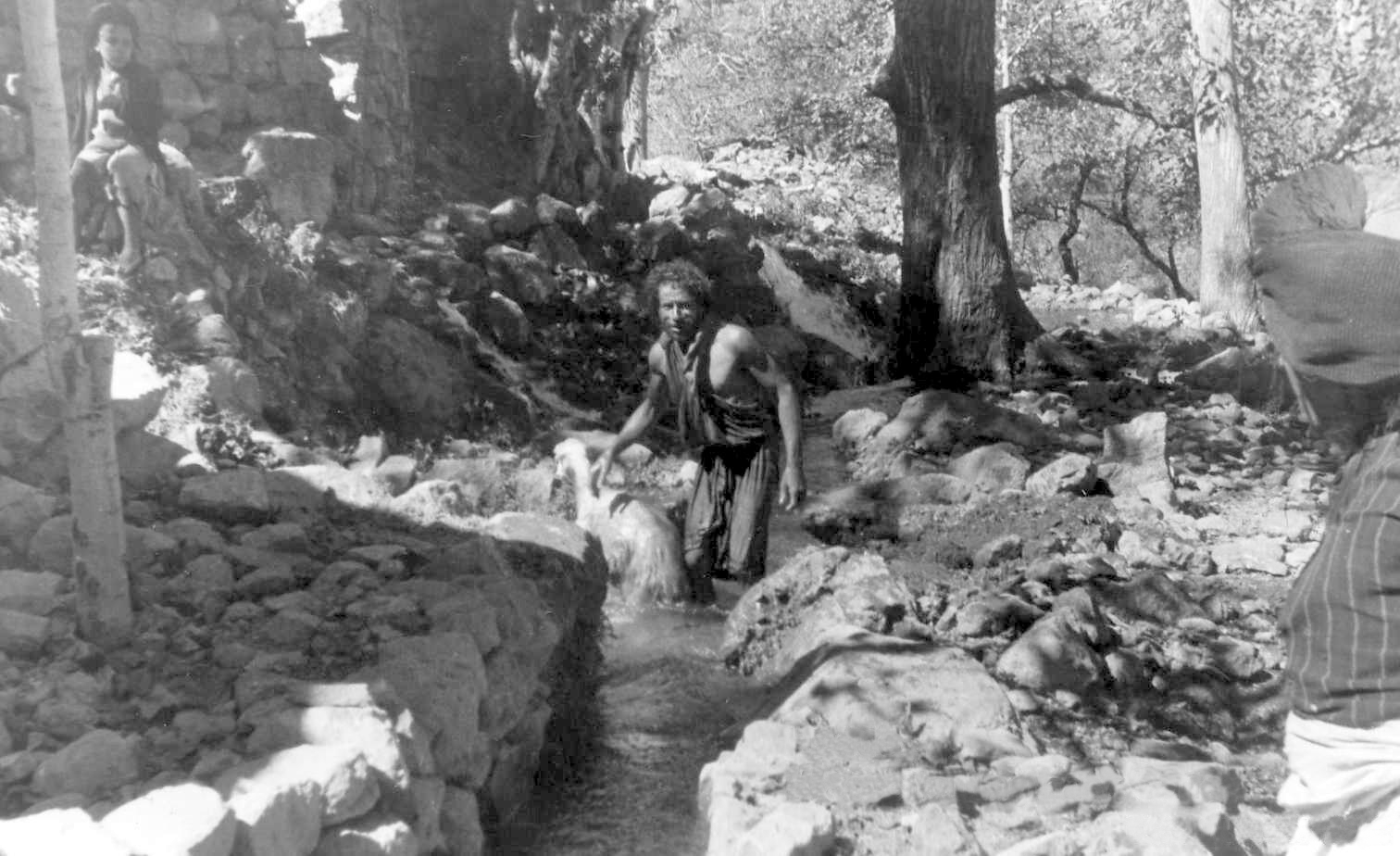
مجرى مياه في صنعاء
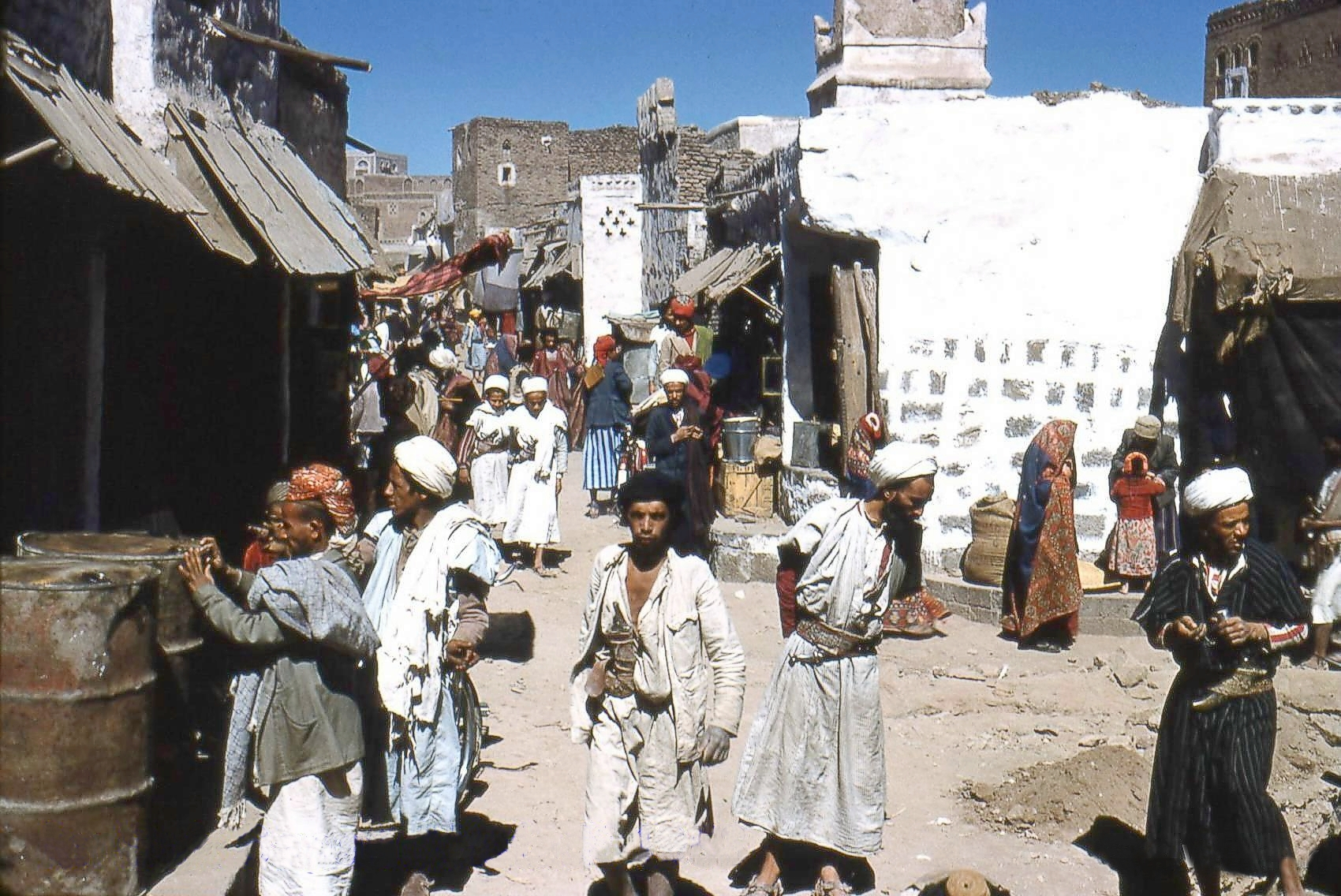
سوق في مدينة صنعاء القديمة
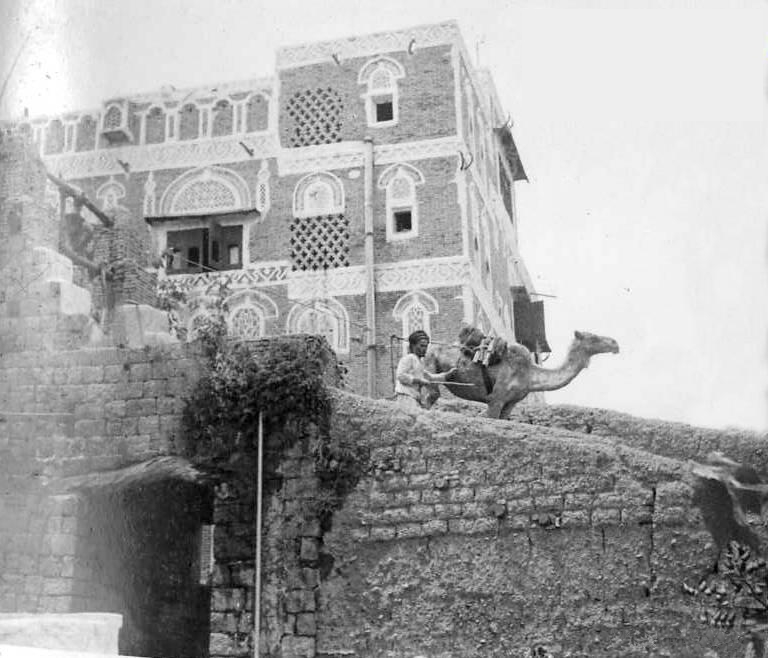
نزع المياه من عمق 20 متر في صنعاء القديمة (1958)
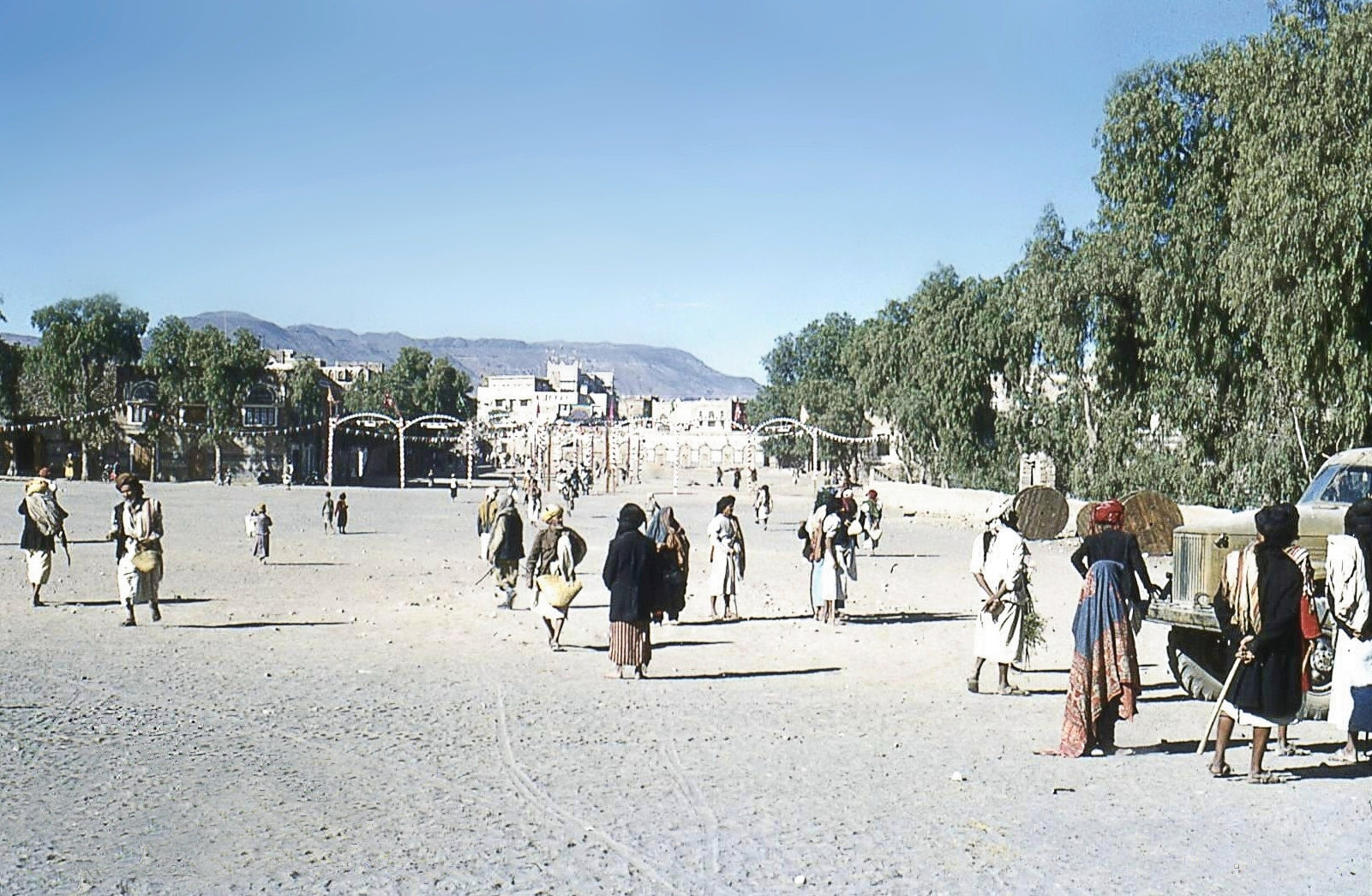
ميدان التحرير (1958)
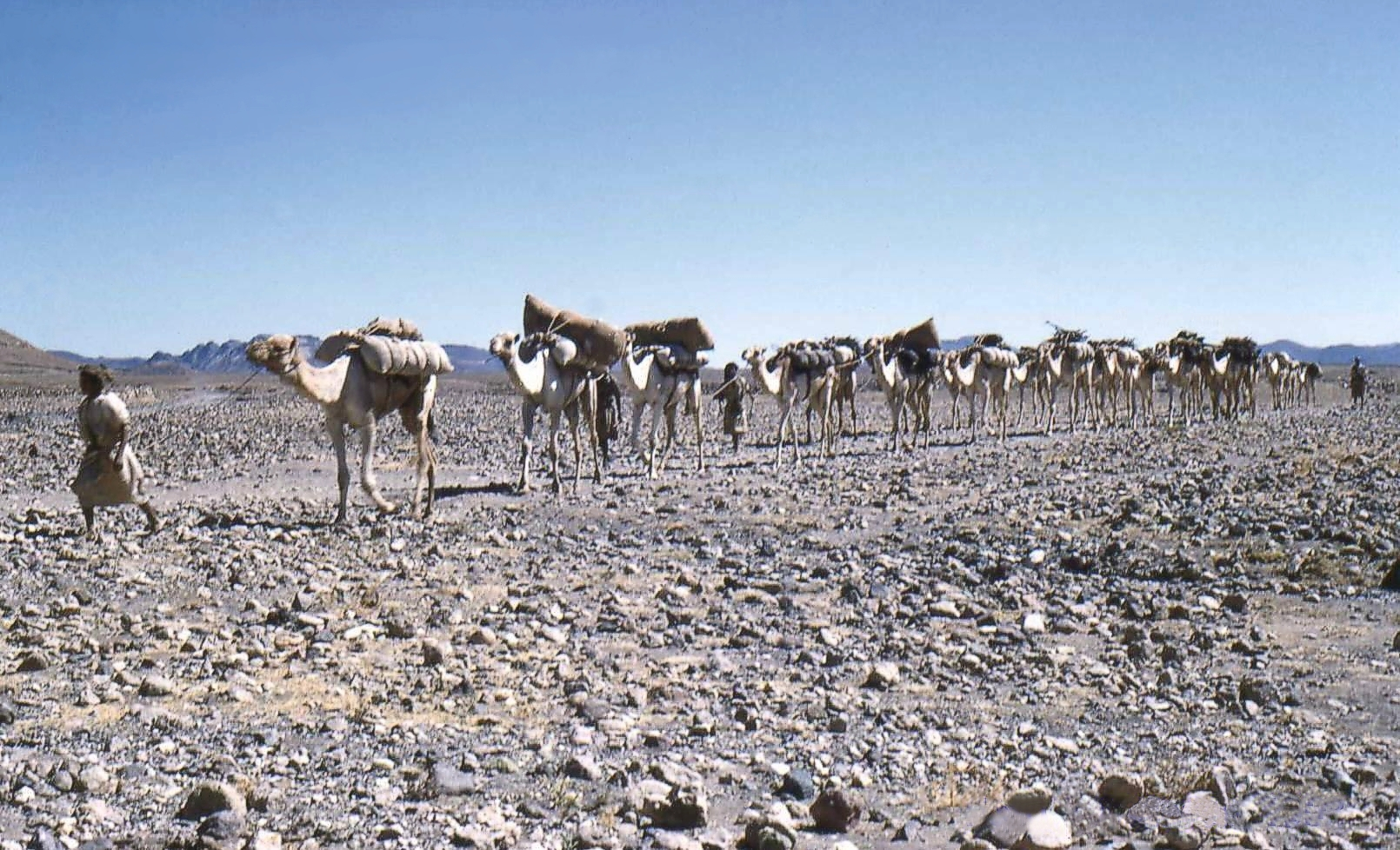
نقل البضائع إلى صنعاء بقافلة إبل (1958)
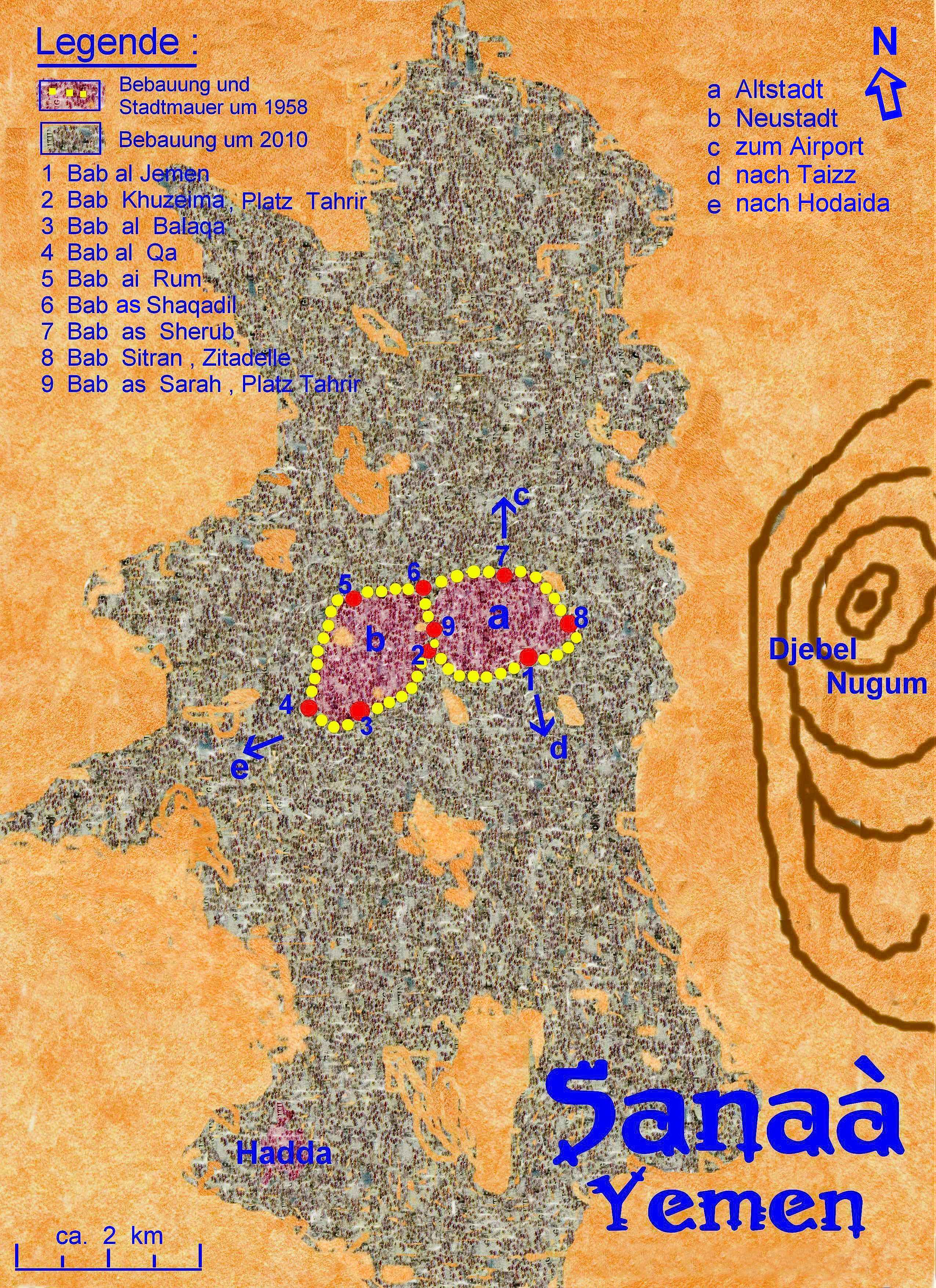
التنمية الحضرية في صنعاء منذ 1950

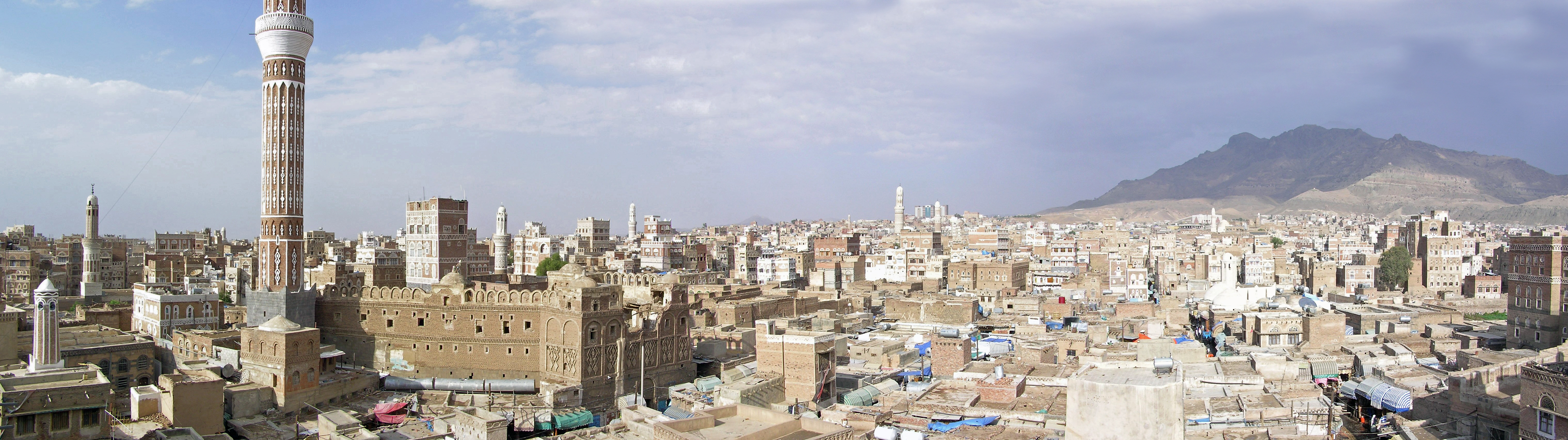
صورة بانورامية لمدينة صنعاء

صور أخرى:

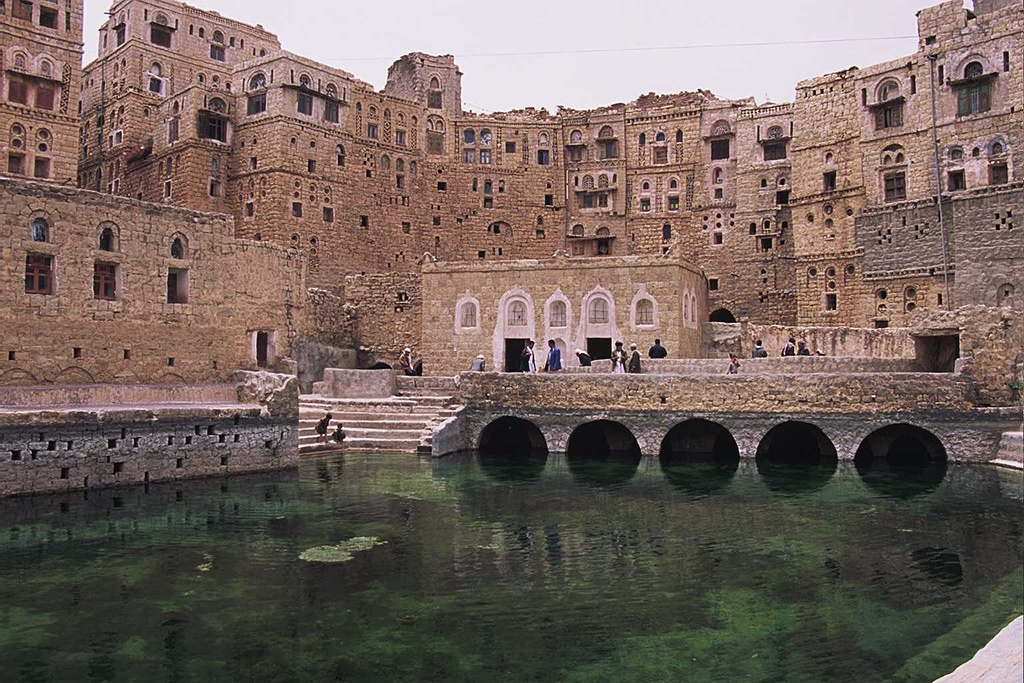
صهريج قرب صنعاء
البيوت في صنعاء
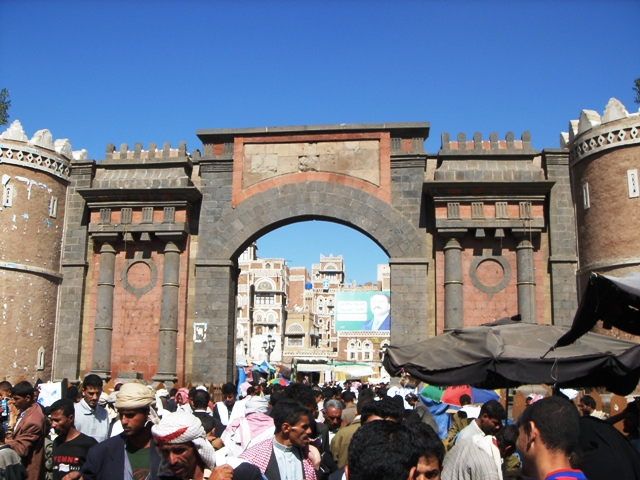
باب اليمن

## التوأمة
| البلد     | المدينة |
| --------- | ------- |
| تركيا     | أنقرة   |
| طاجيكستان | دوشنبه  |
| الأردن    | عمان    |

## وصلات خارجية
- تيم ماكينتوش سميث بساتين صنعاء السرية